# 一拳超人角色列表
本列表為日本漫畫作品《一拳超人》及其衍生作品中登場的人物一覽
- 角色名稱記載方式：英雄以「本名／英雄名」的方式記載。

## 主要角色
埼玉／禿頭披風俠（Saitama／Hagemanto） （註：「埼」玉不可寫作「琦」玉）
配音：古川慎（日本）；何志威（台灣）；簡懷甄（香港）
英雄階級：C級388位（新人，最下位）→C級342位（解決索尼克事件後）→C級5位（解決隕石事件後）→C級2位（海人族事件前）→C級1位（深海王事件後）→B級101位（升級）→B級63位→B級33位（解決暗黑盜賊團後）→B級7位（吹雪事件）→A級39位（餓狼事件後）。
本作主角，最強的男人和最強的英雄，初登場至今的實際實力為故事中真正的絕對無敵，身高：175cm、體重：70kg、年齡：25歲。一名光頭的青年男性，職業是英雄，傑諾斯的老師，因為無法遇到可以讓自己使出全力的敵人而感到無聊，無論多強的敵人幾乎都是一拳擊敗（目前僅在夢境中的地底人、波羅斯與餓狼有讓他花費超過一拳的功夫）。他住在Z市的一所公寓裡，在故事開始的三年前是一名剛失業的上班族，他打倒一個螃蟹模樣的怪人並拯救一個有着屁股下巴的小孩，從此成為「興趣使然的英雄」。因為不斷擊敗自己家附近的怪人而且又無人知曉其功績而被稱為都市傳說“無人街的怪物”。
埼玉的能力是一種強大得無法計算的力量、速度、耐力和精神力。他聲稱這些能力是因為自己每天做了100個伏地挺身、100個仰臥起坐、100個深蹲，跑步10公里以及不開空調總共3年。而進化之家的吉納斯博士則提出另一種看法：3年來的訓練期間不斷擊敗怪人從而突破生物限制器而變得強大（餓狼篇中餓狼的成長故事多少呼應此一說法）。雖然埼玉的戰鬥能力遠超過故事中出現的所有英雄，在體能測驗中也打破各種紀錄，但他在知識測驗中表現平平，因此只以最低級別（C級）加入英雄協會。知道埼玉實力的人少之又少，而他的功績也多不被認可。
因為逐漸喪失對人的七情六慾，對於戰鬥也是興味索然，但一旦投入到戰鬥中後，比任何人都迅捷而有效的搞定對手，即使是其他英雄無法對抗的超級怪人也能輕鬆搞定，也因為無法再體驗到戰鬥的激情而神傷，長期體驗了所謂英雄的孤獨。
因為完全沒在工作也並不知道英雄協會的事，養成生活非常節儉，在未加入英雄協會之前的整整三年時間完全沒有固定收入導致生活非常拮据。儘管逐漸喪失七情六慾，但對於金錢或美食這類的奢侈品有一定的慾望及有一定的好勝心。
琦玉的個性很溫和，不在乎英雄排名和人氣，曾為了保護其他英雄名譽，自己還為他人扛下眾人憤怒的罪名。喜歡週六拍賣會，一旦有人提及他就會無視怪人的存在趕去商店。討厭有人破壞他的公寓，一旦破壞他就會跑去找怪人算帳。對武術有興趣，時常會去找邦格的武術道館。不擅長打電動，特別是常常都敗於KING。雖然一開始對於傑諾斯擅自拜師感到困擾，但是在怪人協會的戰鬥中也證實琦玉確實有將傑諾斯當作自己人（對應餓狼之於鼻涕雄的感情），在與餓狼的最後決戰中，因為擔心傑諾斯的核心被摧毀，因此一隻手護著核心僅使用一隻手與餓狼交戰。
因為在故事中幾乎是無敵的存在，因此被忽略了其實力仍然有成長空間。在與餓狼的對戰中，雖然在最開始的對戰和能夠複製招式的餓狼打得平分秋色，但是隨著戰鬥白熱化其能力也以比餓狼更迅速的速度成長，可徒手撕扯能量甚至最後被餓狼強行授予拳法而逆轉時空，回到餓狼沒有毀滅地球的時空，並再次擊敗餓狼。回到原始時間點擊敗餓狼之後，與原始時空的埼玉合體，因而忘記了擊敗餓狼的所有記憶。
實際上在故事中許多被埼玉當成路人秒殺的怪人都有災害等級鬼甚至龍的實力。
隨著參與越來越多事件的發生，越來越多人和怪人知曉了埼玉的實力。目前已知的人有：傑諾斯、索尼克、邦格、無照騎士、KING、吹雪、垂柳、弗萊士、甜美假面、龍卷、金屬騎士、吉納斯博士、波羅斯、餓狼、黑色精子、波奇、爆破，以及英雄試驗的考官鏡茲連。
傑諾斯／魔鬼生化人（Genos／Demon Cyborg）
配音：石川界人（日本）；馬伯強（台灣）；黃龍傑（香港）
英雄階級：S級17位(新人)→S級16位→S級14位。
19歲。生化人，外形俊朗的青年男性，琦玉的弟子。在與蚊少女一戰時，是第一個見識到埼玉的實力，能輕鬆打倒對手，後拜他為師，對他十分信任且推崇。阿修羅獨角仙事件結束後，搬進琦玉家同居。性格認真，言論方面有時候不太禮貌，但唯獨對埼玉奉若神明，尊稱其為「老師」，會將埼玉說過的話記錄在筆記本中，如果他人藐視埼玉或對其惡言相向會非常生氣。
在故事開始的四年前，傑諾斯的家人被改造人殺死，而他自己也瀕臨死亡，庫森博士將他進行改造，讓他成為全身搭載武器的改造人，因此對暴走改造人復仇是他的目標。他在英雄協會的測驗中獲得優秀成績，以最高級別（S級）加入。
基本武器為武裝燒毀砲，在打倒機神G4後，將其殘餘零件帶回進行升級。與索尼克一戰後，增加了黏鳥膠。
被豪傑擊敗後，增加了火箭拳、刀刃、螺旋燒毀炮等武器、在與長老一戰後，因埼玉說出的一句話，點醒了自己火力上的不足，而進行了攻擊特化型的改造，能單用踢擊秒殺G5。在怪人協會事件後，被改造到能與龍級怪人一戰的實力。
怪人協會事件時，在原始時間段被餓狼擊敗，摧毀到只剩下核心的狀態，被埼玉一路保護著核心與餓狼交戰。因為只有傑諾斯的核心有參與餓狼在宇宙與埼玉的戰鬥，並且被逆轉時空的埼玉帶回原始時空並與尚未被摧毀的傑諾斯連結，傑諾斯因而成為唯一一個知曉埼玉與餓狼在宇宙中戰鬥過程的人。

## 英雄協會

### S級英雄
爆破（BLAST）
英雄階級：S級1位。
是個黑髮的成年男性，身穿淺色帶有披風的盔甲，胸前有著寫有「Blast」字樣的圓形浮雕。正式登場是在重製版183話，相較於回憶，現在的爆破帶著墨鏡，且外表有多處傷痕、髮型也顯得凌亂。
完全以自己的意志進行英雄活動，似乎從來沒有參與過S級的集會，拒絕被束縛，也討厭引人注目。在英雄名簿上的身世來歷皆為非公開，連協會也難以聯繫上本人。實力擁有超越S級，十分強大，足以和龍級巔峰的怪人單挑，曾留下無數的功績，但戰後卻都如同煙霧般的消失無蹤，曾將蜈蚣長老逼至瀕死狀態和重傷忍者之里的那位大人。
於龍卷的回憶中登場，和埼玉一樣表示從事英雄活動只是興趣，說話方式正經有禮，第一人稱是「私」。將受困於研究機構中的龍卷從研究用怪物的威脅中救出，是龍卷從事英雄活動的主因。據索尼克提到，爆破攻進忍者之里時，面對感情如機械一般的孤兒們的進攻仍毫無手下留情，因此想起爆破那種因為強大而高高在上的樣子，就讓他十分討厭「英雄」。
隨著餓狼篇的事件後，知曉爆破的長相有龍捲、閃光弗拉休、琦玉、KING、銀牙和餓狼。
重製版179話於甜美假面的回憶中登場。
重製版183話於埼玉和閃光弗拉休等人在探索怪人協會地底並聽見疑似「神明」的聲音時現身，登場時伴隨著自行創造的黑洞，不同於龍卷回憶中的形象，臉上帶著墨鏡。其速度遠比閃光快。是名能夠任意操控時空的能力者，且目前正因為興趣而四處蒐集某種類似通信器且能與「神明」交流的「方塊」。
重製版211話發現餓狼身上有股神明的力量，於是和餓狼交手，琦玉趕到戰場之後，爆破知曉唯獨琦玉和餓狼兩人能足以破壞地球。
重製版218話通過西齊口中得知，爆破過去20年來保持失蹤狀態的真相是為了保護眾人而與搭檔及協助者等人一同對抗神明。同時在與蜈蚣長老一戰的時候曾遭遇神明，那時爆破拒絕了神明的交易並與之交手。事後，爆破的行蹤以毫無理由的失蹤為由公諸於世。
龍卷／戰慄的龍卷（TATSUMAKI／Senritsu no Tatsumaki）
配音：悠木碧（日本）；楊詩穎〈僅ep.6〉→林筱玲（台灣）
英雄階級：S級2位。
28歲。青年女性英雄，與實際年齡不相稱，外貌嬌小，厭惡被當成小孩看待。特徵是綠色捲髮，穿著黑色長洋裝。實力和爆破一樣擁有超越S級英雄水準，足以和龍級巔峰的怪人單挑，認為其他英雄是只是拖後腿的存在，但在其他英雄面臨危機時仍會出手幫忙。由於爆破難以掌握行蹤，所以龍卷實際上是「英雄協會最終兵器」般的存在。吹雪的姊姊，吹雪稱她為「怪物中的怪物」，對其妹妹有著近乎扭曲的保護欲，曾幫吹雪解決她處理的事件或怪人。
以超能力為戰鬥方式，攻擊敵人會將對方扭曲成螺旋狀，因此獲得英雄稱號。擅長使用念動力進行遠距離攻擊，實力遠勝於龍級怪人。其超能力強大到可以輕易操縱大量巨大飛彈與瓦礫，甚至能將怪人協會本部的巨大地基拉上至地表上。戰鬥時會有防禦力極高的屏障，但在發動攻擊時屏障會減弱，最大的弱點為被攻擊頭部會使超能力大幅減弱。
從出生時就擁有強大的超能力，童年時期就有將整座學校連地基拔起的能力，而自小被囚禁在某組織內部進行不人道的研究，在組織內發生怪人暴走事件時被拋棄，後被爆破所救，但同時也認為人與人之間的「交流」是無價值的行為，除爆破以外對他人極其不信任，並相信爆破一定會回來。
在怪人協會篇因頭部受重傷，在聽到餓狼欺騙她吹雪已經死了後馬上就暴怒，隨後被餓狼擊敗。後來和埼玉戰鬥時傷患復發，和埼玉一戰造成不小的破壞，也損失英雄協會的信用，上層決定要對其嚴加監視。認為吹雪組對吹雪本人是沒有必要存在的，其後來某次跟琦玉堅持不下後開始對他有了興趣。
被原作者拿來當畫不好的女生例子，重製版則將她美化成美少女，在激動及搞笑場面則會變回原作畫風。
班古／銀色獠牙（BANG／SILVERFANG）
配音：山路和弘（日本）；何偉誠（香港）
英雄階級：B級77位（S級英雄設立前）→S級3位→引退。
81歲。老人男性英雄，性格溫和寬厚。武術大師，以流派「流水岩碎拳」作為戰鬥方式。具有極高強的武鬥實力，能夠秒殺部分龍級怪人，如怪協一戰中秒殺牙齦和醜陋大總統。戰鬥時抱持著盡量不殺害對手的信念，但實際下手卻不知輕重。其身體相當強壯，遭受敵人的致命攻擊受到的傷害也極小。
與「旋風鐵斬拳」宗師崩普為其兄長，兩人並稱為武術界的兩大泰斗，之間有雙人合體技「旋風流水・轟氣空裂拳」以及「交牙龍殺拳」。原首席弟子為餓狼，但因為餓狼在道場作亂的緣故導致門下弟子除鵪鶉仔以外皆盡數離開。和崩普同樣愛才且會勉勵年輕人。
於重製版第182話跟崩普以「旋風流水 交牙龍殺拳」把大蛇打成殘渣。
過去曾為宣傳道場而參加超級格鬥大賽並拿下優勝，於第二十二屆超級格鬥大賽受邀擔任特別評審團主審，卻為解決餓狼的暴行不得不辭退。怪人協會事件後決定引咎辭去英雄一職，和崩普專心經營道場事業。
神風／原子武士（KAMIKAZE／ATOMIC SAMURAI）
配音：津田健次郎（日本）；周鑫霆（香港）
英雄階級：S級4位。
37歲。浪人般的壯年男性英雄，極度自信且自傲，自稱「冷酷無情和人情派的英雄」。劍術大師，以劍技「原子斬」作為戰鬥方式，因能一瞬間間將對手斬得粉碎而得名。怪人協會戰中與黑色精子對戰中領悟能將對手斬成粉末的「原子集中斬」。有一次斬殺超過100隻怪人的紀錄，實力足以與龍級怪人一戰。認為世界上沒有斬不斷、斬不了的東西，對於程度低的敵人他可以只用嘴上叼的竹籤把對方切個粉碎。面對敵人時也總是信心滿滿自認為必勝，但有時也因此錯估敵人實力而導致敗北。為劍聖會的成員，其門下弟子有A級英雄居合鐵、人妖鐮鼬、武士鑽等人。
於重製版第182話與超合金黑光和水嫩嫩囚犯合力把塞克斯跟大蛇的合體擊倒。
與班古是舊識。怪人協會事件後由於班古考慮引退，決定尋找另一個在心技體三方都有成的高手，作為與自己共同努力及競爭的對象。為此他找上King，最後因一連串的誤會後自認力量遠不及King，決定帶著徒弟開始嚴酷的修行。
勇／童帝（ISAMU／CHILD EMPEROR）
配音：高山南
英雄階級：S級5位
10歲。英雄名音近「童貞」，天才兒童男性英雄，擁有高度智商、使用高科技武裝書包作為戰鬥方式。為英雄協會的參謀，負責管理S級英雄。常吃著棒棒糖之類的甜食。有在補習班擔任講師，Y市設有其專用的研究所。而其體能也有著A級英雄的水準，有著「足球運球踢」的近身肉搏招式；最終王牌為一尊大型組合式機器人，其武裝大多都是小學生文具樣式的造型，火力極強，最大輸出的能量砲能一砲從地心打穿至大氣層，甚至外太空，實力足以與龍級怪人一戰。
重制版140话至142话在二次修改后，新增了童帝的心理描述，得知了英雄协会的黑暗面，透露童帝仰慕的英雄是僵尸男，并与琦玉一起保护人质豪任幸的情节。其最終王牌的大型組合式機器人的招数和设定上也有些许修改。在使用机械人与凤凰男的对战中，新增加以跳绳生成能量罩的招式，可以高速突破墙壁等障碍物。当机器人被凤凰男的热量攻击和被复活的丧尸缠绕时，在驾驶舱内的童帝也会受到攻击的影响。從地心打穿至大氣層的最强能量砲招式则被取消，最终也沒有撕开凤凰男的服饰给予最后一击的情节。
過去曾是博輝博士的助手。怪人協會事件後由於崇拜的爆風和過去的夥伴博輝博士完全不聞不問，對大人的信任感盡失。提出多項改革英雄協會的方針卻不被採納，隨後退出英雄協會，加入NEOHEROES並改英雄名為「非道帝」（音近「非童貞」）。
波佛依／金屬騎士（BOFOI／METAL KNIGHT）
配音：玄田哲章
英雄階級：S級7位→S級6位（解決隕石事件後）。
有大暴牙的老人男性英雄，科學家博士，掌握尖端科技，使用遠程操縱機器人作為戰鬥方式的英雄。在故事前期僅以不同形態和功能的遠程操控機械人現身，對履行職業英雄職責這件事並不熱心，出面消滅怪人大多只是為了測試新研究的裝備性能。但英雄協會對他依賴性極高，甚至能干涉內部人事的權利。
怪人協會事件發生之時，遠程操縱機器人與蜈蚣長老對戰，當蜈蚣長老要撤退鑽回地面之時，為追擊蜈蚣長老而讓機器人攀附在蜈蚣長老身上，最後機器人在地底被怪人王破壞掉，損壞的機器人被幾條鐵鍊綑綁住懸吊在空中，通訊則沒有損壞，還能與怪人協會會長張望怪對話，怪人協會事件後在埼玉擊破自己為英雄協會設計的防禦系統而開始對其產生興趣，同時也帶著強烈的戒備。
King（霸王）
配音：安元洋貴（日本）；孫誠（台灣）
英雄階級：S級6位→S級7位。
29歲。青年男性英雄。面容嚴肅，被稱為地表最強的男人。但其實本人很膽小，巨大的心跳聲被世人被稱為「King帝王引擎」。是有著容易遇到怪人的體質，至今從未打過架。在埼玉消滅怪人時數次都在現場，而被世人誤會是消滅怪人的男人，英雄協會甚至讓他以最高級別（S級）加入，其真實實力是個普通人，但因超高的幸運值而屢次化險為夷，在除了埼玉以外無人知道他的真實實力的情況下而另被譽為「人類最強」。
此外他是個宅男，喜歡電玩遊戲。而左臉有著明顯的三道傷疤，是他年輕時被怪人章魚爪男所抓傷，在那時被還在修行中的埼玉所救。在巨大烏鴉事件，得知埼玉就是當年救他的那位英雄，埼玉鼓勵King，讓他產生想磨練自身變強的決心與信心，但大部分時間還是沉迷於電玩遊戲。後與埼玉結交為好朋友，兩人時常在一起玩遊戲。
儘管沒有戰鬥力，但因為其名聲而讓怪人十分恐懼，屢次在對付虎級怪人時不戰而勝。在有必要時亦會利用其名聲為英雄方挺身而出。在怪人協會事件時救走鼻涕雄，讓龍捲可以專心戰鬥。其後在S級英雄處於下風時重返戰場，以言語牽制怪人，給予殭屍俠時間回復身體以反殺流浪漢皇帝。
怪人協會事件以後，逐漸認知到自己不能再以虛假的英雄名聲過活，而走訪各門各派武術道館，希望能強化自己真正實力。但仍被眾人誤會是為了追求「極限之上的頂尖實力」，因而無一門派敢收King為徒，甚至懷疑是英雄協會為了挖角施壓而派出的獵頭。在各門派不斷的假意轉介紹實為踢皮球之下，來到一處深山的「盡頭武術館」，在那裡碰巧看到了正在瀑布下打坐的餓狼，而King則因害怕被發現而躲於一旁的石頭下。
殭屍俠（ZOMBIEMAN）
配音：櫻井孝宏
英雄階級：S級8位。
面無表情的男性英雄。擁有無限的再生能力、以不死之身以及層出不窮的武器為戰鬥方式。無論受到多重的傷害都可以恢復（恢復速度依傷害而定），即使被打到粉身碎骨，一段時間後就能再生完成。據原作者ONE所述，如果被打成肉醬就會不能再生。自身會攜帶各種武器來戰鬥，擅長打持久戰。此外有和鬼級怪人戰鬥超過140小時且戰勝的紀錄。在廣播劇中承受阿修羅獨角仙7天的攻擊後他進入疲憊狀態，殭屍俠成功反殺。視乎適性可以對戰龍級。
為進化之家的改造人（66號不死身實驗體），在進化之家發生意外後跑出來而成為英雄，在回去要消滅進化之家時得知埼玉的存在。怪人協會事件後回到進化之家，要求吉納斯博士為他打破限制器，使其進一步強化。
傑洛／驅動騎士（ZERO／DRIVE KNIGHT）
配音：上田燿司
英雄階級：S級9位。
帶著單眼面罩的機械男性英雄。在重製版中，其戰鬥方式是操作一個長方形的大型機械元件，進行重組並與身體做連結，藉由變成不同的形態來戰鬥，並可以同時使用多於一種的形態戰鬥，稱為「戰術變形」，戰術變形的形態名稱全是來自日本將棋，實力足以與龍級怪人一戰。
曾對積羅斯警告金屬騎士會是他的敵人，但真正之意思仍不明，本身可能和金屬騎士有過私人恩怨。怪人協會一戰中中途殺出來和喵恩展開戰鬥，展現出高強的戰鬥實力並完全將對方壓著打，使用「金」的戰術變形燒焦鑽入鎧甲內的喵恩並用刀將其貫穿殺死。
於重製版第182話與傑諾斯合體為「戰術合體·龍王」，跟原子武士、超合金黑光以及水嫩嫩囚犯合力擊倒塞克斯和大蛇的合體。
豬神（PIG GOD）
配音：浪川大輔
英雄階級：S級10位。
外貌肥胖的巨漢男性英雄，平常較為沈默寡言，有著讓人不知所云的碎碎念習慣，具有英雄的責任感和同伴意識。無論何時總是吃著零食，哪怕是身處戰場也會隨身帶著大量的食物。使用吞食消化敵人作為戰鬥方式，也可以將同伴吞入體內保護。能瞬間消化掉鬼級怪人，實力足以與龍級怪人一戰，有消滅海人族殘黨五十餘隻且連一根骨頭都不剩地吃掉的紀錄。過厚的脂肪可以抵擋毒液攻擊，也有驚人的力氣和免疫能力。
怪人協會事件中救援同伴，與牙齦戰鬥被擊敗，但之後吃掉其屍體，事件後擔心怪人協會還存在殘黨，在傷勢未恢復的情況重返戰場廢墟，並消滅殘留怪人邪惡天然水。
超合金黑光（SUPERALLOY BLACKLUSTER）
配音：日野聰
英雄階級：C級最低位383位（S級英雄設立前）→S級11位 。
27歲。全身黝黑的肌肉男性英雄，以肉搏格鬥作為戰鬥方式。擁有最高防禦的肉體能力，力量足以秒殺鬼級怪人，實力足以與龍級怪人一戰，廣播劇中僅用15分鐘就打倒阿修羅獨角仙。年輕時因為身體非常虛弱，因此鍛鍊出強大的肉體，對自己的肉體很自信也相當自戀。成為英雄的目的也只是證明自己的鍛煉成果，戰鬥中缺乏拼上性命的覺悟。
於重製版第182話跟原子武士和水嫩嫩囚犯合力擊倒塞克斯於大蛇的合體。
怪人協會事件中，被餓狼以超越極限的攻勢進攻，理解無法全然而退的情況下，陷入恐懼被壓力給擊敗。後在水嫩嫩囚犯跟假面甜心的激勵下恢復一定的鬥志。事件後信心仍然無法恢復，甚至對戰鬥產生恐懼而陷入瓶頸中，隨後退出英雄協會，加入NEOHEROS擔任新人教練。
守門犬俠（WATCHDOG MAN）
配音：上田祐司
英雄階級：C級301位（S級英雄設立前）→S級12位。
穿著狗布偶裝的男性英雄。表情淡定，嗅覺相當靈敏。其戰鬥方式不明，重製版中表現出有著野性爆發般地爆打、撕扯敵人，但是無論身陷多激烈的戰鬥，表情始終如一，實力足以與龍級怪人一戰。Q市的警戒員，基本只待在Q市的車站前戒備，於重製版被餓狼找上，完全壓制住餓狼。
閃光的弗萊士（FLASHY FLASH）
配音：鳥海浩輔
英雄階級：S級13位。
25歲。身高172cm。金色長髮斜瀏海的男性英雄，稱號「Flash」。愛刀為瞬殺丸（但被埼玉不小心弄斷，重製版則是被龍卷攻打怪人協會基地時意外用斷）以超高速武技作為戰鬥方式聞名。實力足以與龍級怪人一戰，於怪協一戰一挑二擊殺候補幹部疾風溫德和業火弗萊姆。因為在怪人協會基地誤攻擊埼玉，而被埼玉稱為「瀏海大嬸」(礙事的瀏海)。
與索尼克為忍者之里的終結的第44期訓練生，為44期的原第一名。和索尼克在忍者組織時期是朋友，兩人會無視禁令私下互相交談、彼此切磋實力，訓練期間會故意吊車尾以方便接受更高強度的訓練。即使身在忍者之里，一個抹滅受訓者人性，只專注培養殺手的機構，其人性及正義感並沒有受到影響，反而愈熾劇烈，在畢業測驗日當天，閃光以一人之姿將忍者之里的相關人員全部殺掉，他稱之為「撲殺邪惡的幼苗」，後來遭到機構餘黨「忍天黨」的追殺。
怪人協會戰役中見識到埼玉身體的高素質，因此認為埼玉缺少一個良好的導師而想收他為徒。本相約和埼玉切磋過招，但後來發現即使拿出真本事仍完全不是對方的對手。其後閃光仍自顧自的將埼玉視為徒弟登門拜訪，初期對於埼玉記得索尼克的名字而不記得自己的名字一事感到不悅。在與索尼克一起合作剿滅忍天黨的成員後，兩人有過交談。在聽到索尼克說出「第一目標是埼玉，第二才是你」時，以「如果你殺了我的徒弟，那我也會殺了你」回應。
傑諾斯／魔鬼生化人（GENOS／DEMON CYBORG）
英雄階級：S級17位（新人）→S級16位→S級14位。
請参照主要人物「傑諾斯」。
魃駑／金屬球棒（BAD／METAL BAT）
配音：羽多野涉
英雄階級：C級223位（S級英雄設立前）→S級15位。
17歲。不良少年、有著飛機頭的少年男性英雄。使用球棒攻擊作為戰鬥方式。有極為敏銳的洞察力和運氣，可以輕易找到敵人的弱點，且能憑著氣勢越戰越強大。擁有輕鬆打敗鬼級怪人的實力，特定的情況甚至能單獨擊敗龍級。性格正直而且溫柔，很講義氣。非常重視正在學鋼琴的妹妹善子，妹妹一旦哭起來就會非常沒轍，和其有約在先只要她在場就不能使用暴力。
重製版怪人協會事件中，與大怪蟲蜈蚣長老對戰，途中餓狼插手戰鬥，與餓狼對戰後一度佔下風，但仍有反擊的餘裕，後來因妹妹插手阻止並打了一下頭負傷昏倒才中斷戰鬥，負傷嚴重送而往醫院治療，康復後重返怪人協會戰場並對戰黑色精子。怪人協會事件後想換個新環境，於是打算加入NEOHEROS，卻反而發掘到其中的陰謀。
背心大師（TANK-TOP MASTER）
配音：小西克幸
英雄階級：S級14位→S級16位
背心英雄集團首領。穿著背心的男性英雄，以肉搏格鬥作為戰鬥方式，可以驚人的腕力舉起建築物的廢墟，自稱屬於“一擊制勝”的類型。很有責任感，對於背心非常執著，立志要成為能引出背心全部力量的男人。其大部分小弟人品和行徑極為卑劣，但不論小弟出現何種情況都願意為他們出頭。
接連對龍卷風與金屬騎士產生敗北感後加緊訓練，目標是打敗超能力與機械力。當被餓狼以拳法擊敗後，認為武術也是非常棘手的東西。怪人協會事件後其下的背心軍團多重傷長期住院，再者甚至引退導致士氣重挫，但他認為不能因此停滯不前，決心進一步鍛鍊。
在重製版漫畫中的第187話對上醜陋大總統以及牙齦，在戰鬥中數次險被牙齦吞下，但都被豬神成功救下，而後為了保全醜陋大總統所控制的傭兵集團人質，請求豬神以吞下的方式優先帶走人質並將豬神投擲出戰場外，而後和龍捲一同對付醜陋大總統，然而龍捲被醜陋大總統擊至牆壁後昏迷不醒，使其獨自以"背心擒抱"和大總統的"前臂崩壞拳"交手卻敗下陣，雙手慘遭打殘，大總統緊接再以"全身崩壞拳"攻擊，被擊中後身受重傷卻依然喃喃自語說到"背心之力永恆不滅"，而後又慘遭"全身崩壞拳"連續攻擊數次，最後四肢皆呈扭曲狀且不成人形，最終被丟給牙齦吞食，但後來被銀牙所救。
性感囚犯（PURI-PURI PRISONER）
配音：小野坂昌也
英雄階級：S級16位→S級17位
33歲。穿著囚衣的大叔男性英雄，平常沒任務時會自願關在監牢「臭蓋獄」裡，為同性戀者，在電視上看到「中意」的罪犯，便會越獄出去將他繩之以法一起入獄，把監獄打造成自己的後宮。本身沒什麼正義感，擔任英雄的原因是因為可以用正當理由出獄釣男人。
與超合金黑光是好友。認為自己是S級中最弱的。以肉搏格鬥作為戰鬥方式，使出全力時會全身肌肉鼓起把衣服撐破，變身為『天使☆模式』，會因肌肉鼓脹而撐破衣服變成全裸狀態。在與深海王一戰後，學會把殺意灌注到攻擊裡頭。怪人協會事件中，學習到用愛與包容以及自己的肉體扛下傷害再加以反擊，看似因為吃下太多傷害而顫抖的身體，用精神力將震動傳導到攻擊上震毀眼前的敵人，稱之為『振動☆天使』，並且戰鬥能力提升至足以秒殺鬼級怪人。於重製版第182話跟原子武士和超合金黑光合力擊倒塞克斯遠呂智。

### A級英雄
比吾特／型男蒙面俠甜美面具（VIEWT／HANDSOME KAMEN AMAI MASK）
配音：宮野真守
英雄階級：C級未知位（S級英雄設立前）→B級未知位→A級1位。
24歲。協會人氣第一的帥哥英雄，同時也是個演員、歌手、模特兒的全方位藝人，同時擔任英雄協會委員會顧問。實際上具有S級以上戰力，占著A級1位是為不讓他認為的不適任的人進入S級，並作為A級英雄的表率。要求著快速且美麗的完成任務才能稱為英雄，認為打不贏怪人的人沒有英雄的資格，可以為全體人類福祇而毫不猶豫的牺牲少數人。相當憎恨邪惡，認為只要是邪惡的一方會毫不留情的擊殺。但弱點是害怕醜怪型怪人，對其無反擊之力。戰鬥風格為「全能型近身肉搏」，在移動速度、拳速、拳腳威力、靈活度、抗洗腦、治癒皆有不錯的表現。人類型態能戰勝鬼級怪人，怪人型態則能在幾秒內擊殺龍級怪人。
最初其容貌相當醜陋，在作為英雄出道時戴上面具，為不讓粉絲們察覺真面目，甚至竊取保存在英雄協會裡有關自己的資料並銷毀。隨著群眾關注程度上升，更加的恐懼容貌被他人所知，與此同時自己肉體強度卻與恐懼心理成反比的增強，直到某天與怪人對戰時面具遭到毀壞，才驚覺因過度詛咒自己的醜陋已經怪人化，怪人化後的他獲得增強數倍的肉體以及自由變換面容的能力，後被粉絲冠上「型男蒙面俠」之名。
怪人協會事件中，重製版中瞬殺被弩S操控的傭兵，但重製版第二次修改劇情中，與居合鐵等人換手對付弩S操控的傭兵時，在欲殺害被操控的傭兵時，被三劍士及時趕到阻止，傭兵等人得以存活。最終怪人協會事件，被餓狼打飛但沒有失去意識而目睹埼玉打敗餓狼的過程，事後執意要殺掉餓狼。
知曉埼玉實力後認為其只能以「華麗」來形容他，為此想趁著還保有人性的時候，想尋找具有正義感且極為強大的英雄，並將自己的理想託付給對方，因此找上埼玉。在遊樂園一戰中，發現若不解放自己真實的姿態怪人形態，無法戰勝龍級怪人，解除帥哥的易容回歸自己真實的樣子，為保護群眾而戰。怪人狀態的戰力大幅提升，面對龍級中位的小丑，速度、威力完全在其之上，在幾乎無損的情況下將對方爆頭。戰鬥結束後群眾們對於假面感到害怕，埼玉在看見大螢幕直播假面真身後趕往遊樂園現場，對假面表示「真帥阿」，假面認為只要在現場讓埼玉殺了自己，必然能讓埼玉成為名人，自然也就完成將「完美、強大、令社會安心安定的理想英雄」託付給埼玉的任務，然而埼玉不認同這種想法，並將假面帶離現場。
居合鐵（IAIRON）
配音：細谷佳正
英雄階級：A級2位。
23歲。原子武士的徒弟。穿著盔甲的男性英雄，擅長居合術，其速度之快到連子彈都能斬開，實力能和鬼級怪人互有來往。
在暗黑盜賊團事件中被梅爾薩加德毀去左臂，但仍在隨後到場的原子武士鼓勵下繼續其居合之道。怪人協會事件中，和人妖鐮鼬、武士鑽對戰怪人魔長髮，最後將魔長髮的頭髮全切斷獲勝。重制版第145話二次修改後，與甜美面具合作對戰被弩S操控的傭兵時，對其真實身份產生懷疑。
人妖鐮鼬（OKAMA ITACHI）
英雄階級：A級3位。
26歲。原子武士的徒弟。性別不明，有著愛上男性敵人的奇怪的癖好。得意技為「飛空劍」，能揮出大範圍的鐮鼬風隔空攻擊對手。怪人協會事件中，和居合鐵、武士鑽對戰怪人魔長髮，最後將魔長髮的頭髮全切斷獲勝。重制版第145話二次修改後，與甜美面具合作對戰被弩S操控的傭兵時，對其真實身份產生懷疑。
武士鑽（BUSHI DRILL）
英雄階級：A級4位。
37歲。原子武士的徒弟。浪人武士，體毛相當濃密男性英雄。持有兩把鑽頭型的劍，利刃內藏於鑽頭的螺紋間。怪人協會事件中，和居合鐵、人妖鐮鼬對戰怪人魔長髮，最後將魔長髮的頭髮全切斷獲勝。重制版第145話二次修改後，與甜美面具合作對戰被弩S操控的傭兵時，對其真實身份產生懷疑。
重戰車兜檔布（HEAVY TANK LOINCLOTH）
配音：相馬康一
英雄階級：A級5位。
35歲。穿著兜檔布的肌肉大漢型男性英雄。在協會總部時充當保鑣時，在攻擊餓狼時被對方躲開，右臂被餓狼扭斷，又被餓狼一拳揍倒。
青焰（BLUE FIRE）
配音：長谷川芳明
英雄階級：A級6位。
19歲。身穿中國服有著四白眼的年輕男性英雄，總是板著臉，對周遭的事物常感到不耐煩。在協會總部時充當保鑣時，使用藏於雙手袖內的火焰放射器來攻擊，在被餓狼看穿後，被餓狼毀去右臂並被打飛到牆上擊敗。
死亡機槍（DEATH GATLING）
配音：白石兼斗
英雄階級：A級8位。
臉上有一巨大十字疤男性英雄，左手臂為一挺巨大格林機槍，少數使用槍械的英雄，身上也備有軍刀。想做好英雄的榜樣，不甘自己因為排名無法再上升而被瞧不起。外表肅穆其實自尊心和虛榮心比誰都強，也因此被餓狼嗤之以鼻。重製版中集結AB級英雄聯軍要圍剿餓狼，被對方針對弱點各個擊破。其格林機槍也被餓狼拆下踩爛。
背心素食派（TANK-TOP VEGETARIAN）
配音：手塚弘道
英雄階級：A級9位→引退。
26歲。背心英雄集團男性成員。認為素食的高營養與背心的搭配有相乘效果。在獵殺英雄時被擊敗，之後找全部含背心大師在內的全員背心英雄報復餓狼仍被全部擊敗。狩獵英雄之夜全軍覆沒後，已從職業英雄界引退。
突擊先鋒（STINGER）
配音：關智一
英雄階級：A級11位→A級10位。
24歲。手持長槍的刺蝟頭男性英雄。愛槍「竹筍」的槍頭是自家培育的真正竹筍，外皮會隨攻擊次數脫落。熱血單純的漢子，容易得意忘形，對於想單挑的敵人決不會推辭，所以也頗容易被坑。目前實力能和鬼級怪人互有來往，在海人族一戰時擊敗多名海人族，但話還沒說完就被深海王一拳擊倒，重製版中被死亡機槍找來的其中一位的英雄聯軍成員要圍剿餓狼，但被對方針對弱點各個擊破。
魔術俠（MAGICMAN）
配音：村上裕哉
英雄階級：A級7位→A級11位。
打扮如魔術師的蒙面男性英雄，手持魔術手杖，魔術高帽上有個很大的問號，以魔術戲法戰鬥。在協會總部時充當保鑣時，被餓狼打敗。
雙馬尾（Twin Tail）
英雄階級：A級11位。
小丑裝扮的雜耍男性英雄。靠著高超的把戲舞弄短刀、體操棒以及鉛球，趁敵人不備給予致命一擊。綁著雙馬尾的髮帶共有八粒骰子，骰子的每面都是四點，象徵一旦踏進他的死亡雜耍，敵人只有死路一條。後來被喵恩秒殺。
大哲人（Great Philosopher）
英雄階級：A級13位。
穿著和外觀似古希臘時期的服裝、上半身赤裸的英雄。想理解敵人的心情卻總是百思不得其解，最後用手上相當厚重的哲學書打人。
蝴蝶DX（BUTTERFLY DX）
配音：堀総士郎
英雄階級：A級16位。
住在英雄協會提供的英雄公寓，埼玉隔壁102號房的鄰居。自我顯示欲強大，身穿三角褲與蝴蝶裝在大廈間飛行，擁有極濃厚的毛髮量。
雷光源治（LIGHTNING GENJI）
配音：佐藤元
英雄階級：A級17位。
24歲。全身裝甲穿溜冰鞋的英雄，武器是高壓電擊棒。負責D市警戒。曾和英雄莿槍俠聯手對付怪人灰熊貓，在怪人協會發生之時，被電漿舞妓和電鯰男合力擊敗。
馬克思／閃電麥斯（Max／LIGHTNING MAX）
配音：保志總一朗
英雄階級：A級20位→A級19位。
21歳。左臉頰有閃電刺青的英雄。武術家出身，流派為Hyper空手道，精通踢技，從事英雄活動時著佩備噴射器和火藥的運動鞋閃電鞋，大幅增加速度和威力。
動畫初登場被疫苗小子打敗。海人族事件負責監視，在突擊先鋒之後被深海王重創敗北。初次參賽超級格鬥大賽，是第二十二屆超級格鬥大賽的參賽，在第一輪戰勝鈴鈴，在第二輪與垂柳的對戰中被擊敗，後來為了幫垂柳爭取逃跑時間而和豪傑對戰但被秒殺。A市重建後住進英雄協會提供的英雄公寓。
一發屋（One Shotter）
英雄階級：A級22位。
手持大型狙擊槍，頭部裝備單眼瞄準鏡的遠程狙擊型英雄。雖說主攻狙擊，但以為他近戰弱可是大錯特錯，特製的狙擊槍能快速連發，搭配自身高超的身手和精準的射擊，能夠在怪人的包圍下輕鬆殺出血路。不過有時會因為自己耍帥的行為而卡彈，屆時就束手無策了。後來被喵恩秒殺。
綠（Green）
英雄階級：A級24位。
頭頂生著植物，表情無精打采的英雄。自小從體內生長出植物，並共享神經，因此能操縱自身的植物束縛敵人的行動，但是因為養分被瓜分所以總是精神不濟的樣子。住在英雄協會提供的英雄公寓。後來被喵恩秒殺。
新月濃眉（Newmoon Thickeyebrows）
英雄階級：A級25位。
身著緊身戰鬥服，頭戴新月頭盔，手持彎刀戰鬥的英雄。頭盔護境下隱約可見的粗眉毛是最大的特色。住在英雄協會提供的英雄公寓。後來被喵恩秒殺。
黃金球（GOLDEN BALL）
配音：荒井聰太
英雄階級：A級29位→A級26位。
打扮像嘻哈少年的英雄，武器是附紅外線瞄準器的彈弓與特製的形狀記憶彈金，號稱能擊穿二十厘米的鐵板。和同是A級的彈簧鬍是好友，兩人經常一起行動。曾一同被派往偵查Z市與無人街，相繼被怪人無限海帶打敗。重製版劇情中被餓狼襲擊最終被擊敗。
微笑俠（SMILE MAN）
配音：山口崇浩
英雄階級：A級27位。
身穿緊身衣的蒙面英雄，身上大大的微笑標誌是特徵，手持巨大的劍玉戰鬥。雖然叫微笑俠但完全不會笑，陷入危機時甚至還會說「笑不出來。」這種話。和B級的哭泣俠、C級的憤怒俠兩個弟弟一同從事英雄活動，兄弟間服裝風格相同，依髮型及表情標誌，還有慣用武器做區別。
兄弟三人都有表情變化不大的特點，因此民間戲稱為淡定兄弟（無愛想ブラザーズ），這也是三兄弟選用表情符號作為賣點的原因之一。重製版中被死亡機槍找來的其中一位的英雄聯軍成員要圍剿餓狼，但被對方針對弱點各個擊破。
彈簧鬍（SPRING MUSTACHIO）
配音：保村真
英雄階級：A級33位→A級28位。
上唇蓄著翹鬍子的西裝英雄，武器是可變形的西洋劍。和原子武士同為劍聖會的一員。和同是A級的黃金球是好友，兩人經常一起行動。曾一同被派往偵查Z市與無人街，相繼被怪人無限海帶打敗。重製版劇情中與餓狼交戰最終被擊敗。
自戀斯多葛
英雄階級：A級29位。
自戀型花美男形象的英雄，長著能殺人的尖下巴，嘴上叼著玫瑰。自戀到無藥可救的他將甜美假面視為終身勁敵。雖然看似弱氣但其實有外表無法聯想的蠻力，緊張起來就腎上腺素爆發，能用快拳痛毆敵人、膝撞擊甚至搬磚頭痛砸敵人。但無論戰鬥時再怎麼失態，他都不會讓嘴裡的玫瑰落到地上。後來被喵恩秒殺。
桃泰瑞（PEACH TERRY）
英雄階級：A級30位（重製版）、A級29位（原作版）。
崇拜童話而打扮成桃太郎風格的英雄，自家開著糰子屋，戰鬥前總是先廢話連篇。
強音（Forte）
英雄階級：A級31位。
住在英雄協會提供的英雄公寓。埼玉隔壁101號房的鄰居。24歲。身著時尚的英雄。在年輕人間有點名氣也上過時尚雜誌。戰鬥方式為隨著音樂節奏戰鬥，被埼玉吐嘈後約戰，因其音樂聲太大沒注意到車子反車禍住院。
影環（Shadowring）
英雄階級：A級32位。
全身包緊緊的忍者英雄，擅長手裏劍、替身之術等招數。外表根本看不出性別，卻被閃光弗萊士一眼識破真身是女人。後來被喵恩秒殺。
人偶大師（Doll Master）
英雄階級：A級33位。
操縱人偶，自身也打扮成人偶的英雄，協會也分不清哪邊是本體。
重量金剛（HEAVY KONG）
配音：不明
英雄階級：A級34位（重製版）、A級33位（原作版）→順位不明。
穿著像原始人掛著鐵鍊的肌肉英雄，負責W市警戒，在怪人協會發生之時，被元帥猩猩擊敗。
菲薩（Feather）
英雄階級：A級34位。
打扮龐克，行事有些中二的男性英雄。以裝備於四肢的鐵爪作武器，專精於如猛禽般的空中殺法。可以使自己長時間制空，用鐵爪不斷的撕碎敵人，是令型男蒙面俠也有一點點驚嘆的美技。後來被喵恩秒殺。
空氣（Air）
英雄階級：A級35位。
使用迴力標的原住民英雄。在阻止跑出醫院的豬神時被弱體化的邪惡天然水射穿脖子給秒殺，後被協會的醫療團隊改造救活。
鎖鏈蛤蟆（CHAIN TOAD）
配音：相馬康一
英雄階級：A級36位。
住在英雄協會提供的英雄公寓。埼玉隔壁103號房的鄰居。使用鎖鐮一流的武者英雄。因為長的太普通所以帶上青蛙頭套來增加人氣，實際上是個大叔。重製版中被死亡機槍找來的其中一位的英雄聯軍成員要圍剿餓狼，但被對方針對弱點各個擊破。
斯內克／蛇咬拳的斯內克（SNEK／Biting Snake Fist Sneck）
配音：三木眞一郎
英雄階級：A級38位→A級37位。
所屬流派為蛇咬拳。總是穿著蛇皮西裝，其材質源自過去擊敗的凶惡蛇型怪人，用其蛇皮加工成的特殊材質可以抵禦大部分的傷害，且不易破損。
埼玉與積羅斯英雄考試合格說明會的負責人，結束後從其中一個职员的口中得知埼玉的實力會超越積羅斯，因擔心被埼玉超越而以狩獵新人的名義襲擊埼玉卻反被打敗。海人族篇時負責疏散居民到避難所，並與油头侠及另外兩位英雄一同阻攔深海王，卻被深海王秒殺。第二十二屆超級格鬥大賽的參賽者，在與垂柳的對戰中，想起相繼遭受埼玉及深海王的打擊後，對自己及英雄協會的存在感到質疑，最終被垂柳擊敗，後來為了幫助垂柳爭取逃跑時間而和豪傑對戰但被秒殺。
埼玉／光頭披肩俠（SAITAMA／HAGEMANTO）
英雄階級：C級388位 (新人，最下位) → C級342位 (制服索尼克後) → C級5位 (隕石事件後) → C級2位 (海人族事件前) → C級1位 (海人族事件後) → B級101位(最下位) → B級63位 (暗黑盜賊團事件前) → B級33位 (暗黑盜賊團事件後) → B級7位 (吹雪事件前) → A級39位 (怪人協會、餓狼事件後)。
請参照主要人物「埼玉」。

### B級英雄
吹雪／地獄的吹雪（FUBUKI／HELLISH BLIZZARD）
配音：早見沙織（日本）；林筱玲（台灣）
英雄階級：B級1位
23歲。黑髮黑洋裝穿黑色長靴且擁有巨乳、身材姣好的女性英雄，以超能力(念力)為戰鬥方式。英雄中最大團體吹雪組的首領，定下B級英雄要向她拜碼頭的規矩，她鐘意便會收為組員。S級英雄戰慄的龍卷的妹妹。因為嫉妒自我主義的姊姊而離家出走。
擁有協會A級的實力，卻因為自認無法超越A級前幾位存在而刻意停留於B級阻止人上A級。對埼玉一戰後很感興趣經常前往觀察並自己內定為其組員。和龍卷對峙並救出賽克斯後決定往A級晉升。
學生時代時創立超能力社團「異能研究會」，自身為會長。與怪人協會的主席賽克斯有著密切的關係。
睫毛（EYELASHES）
配音：長谷川芳明
英雄階級：B級2位
吹雪組成員，吹雪的貼身隨扈。睫毛很長綁著馬尾。武器平時是睫毛夾的型態，進入戰鬥模式時會變形成側邊各有一根長刺的指虎網膜千穿。
山猿（WILD MONKEY）
配音：濱添伸也
英雄階級：B級3位
吹雪組成員，吹雪的貼身隨扈。個頭非常高大。可通過開啟野性開關進入戰鬥狀態。
野角（WILDHORN）
配音：濱岡敬祐
英雄階級：B級6位
全身鎧甲，使用右手的戰鬥用打樁機野牛之柱作戰的英雄。從事英雄活動前在工地監工，擁有相當優秀的指揮能力。重製版中被死亡機槍找來的其中一位的英雄聯軍成員要圍剿餓狼，但被對方針對弱點各個擊破。
（MEGANE）
配音：坂泰斗
英雄階級：B級21位→B級20位
一名戴眼鏡的青年，原公司員工，看到徵人廣告轉職為英雄，努力拼上B級後被拉入吹雪組，發現在組織內跟在公司生存沒兩樣，一次怪人事件看破英雄這職業，這時看見和普通人沒兩樣的埼玉擊敗怪人的強大並給予訓誡，決心後退出吹雪組繼續自我鍛鍊。如今已經到參與任何團體任務，並擔任關鍵支援的角色，那怕自己將要暈厥，也要及時對外請求支援，重製版中被死亡機槍找來的其中一位的英雄聯軍成員要圍剿餓狼，但被對方針對弱點各個擊破。
粉紅胡蜂（Pink Hornet）
英雄階級：B級25位
身著胡蜂造型緊身衣用體操棒攻擊的藝術體操女英雄。有技巧的商店街的美稱。
雙孔俠（Doublefall）
英雄階級：B級97位→B級29位
穿著武道服卻非純武打型，在天生巨大的鼻孔上裝上特殊裝備，大幅增強鼻息。近身戰會使用利用對方鼻孔施力的柔術型招式，遠程戰則用鼻息甚至噴嚏透過裝備強化成的空氣砲痛擊敵人。後來被喵恩秒殺。
氣味大師（Smell Master）
英雄階級：B級39位
頭罩防毒面具，身穿大風衣的英雄。擅長製造目標喜歡的氣味吸引其靠近。
家裡蹲武士
英雄階級：B級39位（怪人協會事件後）
頭罩竹籠的武士型英雄。自閉過頭反而鍛鍊出過人的五感，即使看不見周遭也有相當大的感知範圍，進入其領域內的敵人一律無所遁形。
槍槍（BLAM-BLAM）
配音：杉崎亮
英雄階級：B級43位
牛仔打扮的蒙面英雄，大膽不屈，好槍械。手持雙左輪，精準度超絕，擅長瞄準關節射擊，近身戰是弱點。重製版中被死亡機槍找來的其中一位的英雄聯軍成員要圍剿餓狼，但被對方針對弱點各個擊破。
屠夫（Butcher）
英雄階級：B級49位
手持巨大菜刀戰鬥的巨漢，可怕的外表下平時其實是在一流飯店工作的廚師。
噴射好小子（JET NICEGUY）
配音：長谷川芳明
英雄階級：B級50位
26歲。生化人英雄，造型相當陽春，主要使用雙手搏擊。遭深海王拆成兩半慘敗後，經過改造強化，於怪人協會一戰中再登場。名為「噴射好小子・改」。後來被喵恩秒殺。
闇黑之刃（Darkness Blade）
英雄階級：B級64位→B級56位→B級50位
20歲。穿著RPG般裝備使用刀的英雄，臉上有十字傷疤。肩膀上的盔甲有刺到自己頭部的可能。被稱為潛力派新人，但被十七萬年蟬幼蟲打敗躲進避難所。有把自命為「流星魔烈鏡震劍」的武器，但是因為名字太長自己都常常叫錯。
針星（Needlestar）
英雄階級：B級60位
吊兒啷噹的不良英雄，面容兇惡，鼻翼穿環，兩耳耳洞掛著迴紋針。前吹雪組成員，因為行為不檢，和成員內鬨而被踢出，雖然始終留著吹雪組的黑色套裝，平時卻不把黑外罩穿上，唯有要拿出真本事時才會穿上，現在和主將水樹是戰鬥搭檔。使用纏在手上的流星錘做武器，由於使用得非常熟練，導致脫手的流星錘一切運行軌道都在他掌控之中。雖然是不良英雄但本身非常有正義感，十分不屑賽艮加爾只想要救幹部兒子而置平民小孩於不顧的行為，佩服童帝英雄氣概的行動。後來被喵恩秒殺。
嗶哥（Pick）
英雄階級：B級65位
吹雪組成員。外貌是矮小的眼鏡男。原電玩職業玩家，在番外篇的電玩比試擔任吹雪組的前峰，並痛宰了King以外的其他人。
哭泣俠（Crying Man）
英雄階級：B級69位
23歲。身穿緊身衣的蒙面英雄，身上大大的哭泣標誌是特徵，手持巨大的竹蜻蜓戰鬥。和A級的微笑俠、C級的憤怒俠兩位兄弟一同從事英雄活動，兄弟間服裝風格相同，依髮型及表情標誌，還有慣用武器做區別。
陷阱天狗（Trap Tengu）
英雄階級：B級70位
鴉天狗造型的英雄，擅長製作陷阱捕捉目標。
主將水樹（Captain Mizuki）
英雄階級：B級71位
高大精壯的田徑女將英雄。長髮紮成沖天炮，左邊臉頰貼著KO繃，掛著三面獎牌，和針星是戰鬥搭檔。氣力驚人，肉體也非常結實。有時會使用一些出戲的詞彙。使用各式田徑技巧和協會贊助的特殊武器戰鬥。特殊武器是個外表看似接力棒的短棍，但可以隨心所欲變形成撐竿跳長竿、標槍、擲重槌握把等等。崇拜超合金黑光金鋼不壞的肉體，稱對方為前輩。後來被喵恩秒殺。
三節棍的莉莉（TRIPLE-STAFF LILLY）
配音：小澤亞李
英雄階級：B級74位
吹雪組成員。個頭不高，頭上有百合花飾品，使用三節裩當武器，吹雪組中唯二的女性成員。常跟B級前三位一起出任務，十分仰慕吹雪大人，深受吹雪信任，未來大有可為。重製版才出現的少女，原作也在105話登場。
骨（BONES）
英雄階級：B級77位
穿着有骨骼圖案緊身衣的英雄，骨頭比一般人更強健，喝牛奶後攻擊力會提升。被百目章魚秒殺。
背心黑洞（TANK-TOP BLACKHOLE）
配音：伊丸岡篤
英雄階級：B級81位
背心英雄集團成員。背心之虎的哥哥，穿著黑色背心的英雄，擁有200公斤的握力，與背心之虎連手想用群眾聲勢的優勢打算想擊倒埼玉的心理狀態，卻不敵埼玉正面想法而失敗。在重製板番外篇「尋找貓」和弟弟一同擔任封鎖區外的把風工作。
（MUSHROOM）
英雄階級：B級93位
吹雪組成員。留著蘑菇髮型帶眼罩的英雄。負責H市警戒。擅長用嬌小的身材玩弄對手。
射手（SHOOTER）
配音：菅原慎介
英雄階級：B級99位
傳統弓箭手打扮的英雄，性別男女不明，前劉海梳成弓狀，穿泥色過膝長靴，頭頂有個蘋果造型的髮髻，並以箭矢貫穿。原本是森林中的獵人，擅長以毒箭消磨對手的身心並追擊到底。通常躲在後排，給敵人來個箭雨齊發，若有人幫忙把箭矢回收便能更加專心作戰。重製版中被死亡機槍找來的其中一位的英雄聯軍成員要圍剿餓狼，但被對方針對弱點各個擊破。
（PINEAPPLE）
配音：手塚弘道
英雄階級：B級未知位
鳳梨頭髮型，身穿有菠蘿麵包格式狀圖案，護肩和腰帶為鳳梨片形狀的英雄。被碎犀角力士秒殺。

### C級英雄
智／無牌騎士（Satoru／MUMEN RIDER）
配音：中村悠一
英雄階級：C級1位。
騎著正義的自行車「正義號」進行英雄活動，經常配戴自行車用安全帽和輕裝，卸下頭部護具後實為戴著反光眼鏡的男性，曾經和琦玉同一所學校。曾經一度騎乘摩托車從事英雄活動，但是為幫助人超速而被吊銷駕照，從此改回以自行車代步，也因此獲得「無照騎士」的英雄名。
戰鬥力極其普通，但作為英雄的責任心很強。正義感十足，擁有協會B級的實力，雖然知道能力不強，因此停留C級，但無論面對多強大的敵人都會勇敢上前應戰。與曾試圖保護餓狼免於被背心大師擊殺，事後試圖阻止餓狼暴行，被其打到住院。
怪縛術的歇爾
英雄階級：C級3位。
使用繩與結戰鬥的瘦長英雄，外衣底下綁著龜甲縛。對於自己能對付的敵人會用擅長的滾綁技巧將對方的行動封死，然後放著不管走人。後來被喵恩秒殺。
背心老虎（TANK-TOP TIGER）
配音：宮崎寛務
英雄階級：C級6位→C級13位。
背心英雄集團成員，背心、頭髮、眉毛都是虎紋。初登場時找埼玉的麻煩而被索尼擊倒。
十字鍵（D-PAD）
配音：後藤弘樹
英雄階級：C級25位→C級22位。
身上跟面具都有許多十字鍵的英雄，在小孩間有點人氣。與喪服吊帶褲一同戰鬥。名字和造型是來自遊戲把手上的十字鍵。
喪服吊帶褲（FUNERAL SUSPENDERS）
配音：濱添伸也
英雄階級：C級44位→C級40位。
25歲。身穿西裝下半身穿吊帶褲的英雄。能與十字鍵使出合體招式。
大胃王阿肥
英雄階級：C級66位。
手上常拿著食物的肥胖英雄，眼睛有顯示體脂肪燃燒率的功能。雖然肥胖動作卻很敏捷，給予敵人意想不到的心理衝擊。後來被喵恩秒殺。
電池俠（BATTERY MAN）
配音：手塚弘道
英雄階級：C級85位。
背上背着巨大電池，使用高火力電擊戰鬥的英雄，缺點是燃料費很貴。
紅巾（Red Muffler）
英雄階級：C級140位→C級100位→C級89位。
戴著紅圍巾打扮像特攝片主角的英雄。重製版番外篇被十七萬年蟬幼蟲打敗躲進避難所。
裝甲股長（ARMORED SECTION HEAD）
配音：不詳
英雄階級：C級111位。
穿著裝甲的中年禿大叔英雄，為了實現夢想而退下上班族的職務，並用退休金自製裝甲。
機件異能者（Gearsper）
英雄階級：C級133位。
超能力少年英雄，由於自身的超能力不穩定所以在頭部戴上增幅能力用的機件，靠著一顆單眼鏡頭視物，有時超能力會意外的發動成功，破壞力堪比S級英雄，說話會夾雜著英文。後來被喵恩秒殺。
防毒面具牛仔（GAS MASK COWBOY）
配音：矢野龍太
英雄階級：C級141位。
帶著防毒面具的牛仔英雄，自家飼養著臭鼬，會使用繩索捕捉怪人。
Grave 8
英雄階級：C級174位。
使用霰彈槍、日本刀、奇怪藥品等多種武器戰鬥的英雄，道具都是有背景的。
環保爺
英雄階級：C級179位。
原始人造型的英雄，手持石斧，體毛濃密。
黑白十字架（Monocross）
英雄階級：C級203位。
服裝中央的十字架是特徵，為了塑造形象而留長頭髮，女性粉絲卻反而變少了。
炸藥俠（DYNAMITE MAN）
配音：不明
英雄階級：C級221位。
頭帶炸彈型頭盔，身上綁滿炸藥的英雄，頭盔上有「火氣嚴禁」的警告標語。
憤怒俠（Angry Man）
英雄階級：C級255位。
20歲。身穿緊身衣的蒙面英雄，身上大大的憤怒標誌是特徵，手持巨大的陀螺戰鬥。和A級的微笑俠、B級的哭泣俠兩位兄長一同從事英雄活動，兄弟間服裝風格相同，依髮型及表情標誌，還有慣用武器做區別。
馬頭邦（HORSEBONE）
英雄階級：C級283位。
重製版登場。外形是穿著西裝的馬，用手前端的馬蹄鐵戰鬥。番外篇登場，負責H市警戒。
無釘雪胎（STUDLESS）
配音：不詳
英雄階級：C級295位。
很喜歡車胎，連英雄名和服裝上都有車胎要素的英雄。和紅鼻子碰上餓狼本尊被其擊敗。
研畢（Graduate School Student）
英雄階級：C級299位→引退。
戴墨鏡梳龐克頭的英雄。重製版番外篇登場。被十七萬年蟬幼蟲打敗躲進避難所。
猛毒（Poison）
英雄階級：C級300位。
褐色皮膚的青年英雄。使用匕首戰鬥，匕首刃部塗滿了狼級和虎級等低階怪人無法承受的猛毒，只要稍微劃傷就能癱瘓對方。後來被喵恩秒殺。
嗡嗡俠（BUNBUN MAN）
配音：不詳
英雄階級：C級331位。
爆炸頭、穿著『拳』字背心的英雄。海人族篇躲到避難所，被深海王秒殺。
火男面具（HYOTTOKO）
配音：不詳
英雄階級：C級347位。
帶著金屬製火男面具的英雄。以撈泥鰍的風格戰鬥。和紅鼻子碰上餓狼本尊被其擊敗。
土星俠（Saturn Man）
英雄階級：C級359位。
本來希望英雄名被叫做大十字，卻因為頭部奇怪的環狀物體被協會稱作土星俠。
紅鼻子（REDNOSE）
配音：不詳
英雄階級：C級385位。
有著大紅鼻子的英雄，穿着母親親手做的「赤鼻護具」，沒什麼實力卻愛出風頭。妄想能擊敗餓狼卻不幸碰上本尊，被狠狠修理了一頓。
油頭俠（ALLBACK-MAN，賭神俠）
配音：手塚弘道
英雄階級：C級未知位→引退。
梳著大背頭長得像外國人的英雄。海人族篇躲到避難所，被深海王秒殺。
龐克頭（MOHICAN）
配音：山口崇浩
英雄階級：C級未知位。
特徵是龐克頭髮型、左眼的臉部上有塊像是黑色的五角星型刺青圖案、雙耳配戴穿洞耳環、形相外觀類似時尚搖滾造型的英雄。
護肩俠（Shoulder Pad）
配音：菅原慎介
英雄階級：C級未知。
穿著運動服，掛著巨大墊肩的男性英雄。因為墊肩而看起來像賽亞人的戰鬥服。被覺醒蟑螂秒殺。
謝翁（Cherion）
英雄階級：C級未知位。
大型藝能事務所帥哥城堡，旗下偶像團體碳酸BOYS的成員，甜美假面同一事務所出身的後輩，把職業英雄視為成為人氣偶像的踏腳石，根本無心經營。
（Fantasu）
英雄階級：C級未知位。
大型藝能事務所帥哥城堡，旗下偶像團體碳酸BOYS的成員，甜美假面同一事務所出身的後輩，把職業英雄視為成為人氣偶像的踏腳石，根本無心經營。
水槍俠（Water Gun）
英雄階級：C級未知位。
帶著全包式泳帽、蛙鏡，身穿緊身泳裝，手持水槍戰鬥的英雄，頭頂和胸口有大大的『水』字。
鐵網（Steel Net）
英雄階級：C級未知位。
頭戴防蜂鴨舌帽，捕蟲者般的男性英雄。使用軟鋼絲捕蟲網牽制對手的行動。
碎肉槌（Meet Hammer）
英雄階級：C級未知位。
廚師打扮的巨漢英雄。用手中的大型敲肉槌攻擊敵人。B級英雄屠夫的弟子。
兔兔（Rabbit）
英雄階級：C級未知位。
穿著兔子玩偶裝從事英雄活動的男子。因為受不了辦公室的鬱悶而硬是考上職業英雄的前業務員，穿玩偶裝只是因為覺得自己沒甚麼特色。
泳（Swim）
配音：佐武宇綺
英雄階級：C級未知位。
於OVA登場時身著便服，為意外被捲入事件的乘客。和吹雪有一面之緣，事件後立志要升上B級，加入吹雪組。英雄服為海女形象的潛水服，配有水鏡和魚網，手執三叉魚叉。雖然對自己的實力沒有自信，但是其實擁有超越普通女性，與C級英雄相稱的氣力，能獨自用救援斧破開新型列車封鎖的門。

### 背心英雄集團
S級背心大師為其領袖，A級背心素食派、B級背心黑洞和C級背心之虎也是集團的成員，狩獵英雄之夜大多數成員被餓狼打重傷送進醫院。
背心少女（TANK-TOP GIRL）
背心英雄集團成員，背心英雄團隊中唯一的女孩。唯獨對背心大師感到尊敬，對其他成員則視為怪咖，因此在團隊中出席率很低。也因此躲過狩獵英雄之夜一劫，事發之後到英雄協會醫院探望大家，主要是為了背心大師。
背心帽客（TANK-TOP HATTER）
配音：竹田海渡
背心英雄集團成員，戴帽子。
背心賽車手（TANK-TOP RACER）
背心英雄集團成員，帶著全罩式安全帽，擁有50cc等級的機車駕照。
背心Q麵（TANK-TOP AL DENTE）
背心英雄集團成員，習慣每天早上吃加一堆起士粉的義大利麵。
背心洛卡比里（TANK-TOP ROCKABILLY）
背心英雄集團成員，副業是吉他手，有一把背心造型的吉他。
背心假面（TANK-TOP MASK）
背心英雄集團成員，把兒童尺寸的背心挖洞當面具套在頭上，因此總是感到很悶熱的傢伙。
背心泳將（TANK-TOP SWIMMER）
背心英雄集團成員，手上綁著浮具，擅長自由式，卻對蛙式的踢腳一竅不通。
背心叢林（TANK-TOP JUNGLE）
背心英雄集團成員，體毛很濃密。

### 英雄協會職員
顎古尼（AGONI）
英雄協會創辦人，本身是個大富豪，同樣長著屁股下巴。因為孫子被路過的人（埼玉）所救而產生創立英雄協會的念頭。
西齊（SITCH）
配音：飛田展男
英雄協會預言緊急對策部長，有一顆大鼻子的中年男性。主司大型災難對策，比起同階的其他高層擁有高度的危機意識，對於同事的散漫感到頭痛。少數知道爆滅失蹤二十年原因的人。
布修（Busho，不精）
配音：山本祥太
英雄協會第六行动室联络班长。有着胡须的中年男子。一直調查進化之家，在海人族篇向埼玉告知深海王的所在地，並對他的實力保持期待。
鏡茲連（Jinzuren，金茨连）
配音：上田燿司
英雄協會职业英雄考试管理官。戴着眼镜的年轻男子。一直調查進化之家，知道埼玉的隱藏強大並對他抱有期待，認為他體內似乎寄宿神的力量。
Z支部操作員（Z Branch Operator）
配音：佐藤奏美
重製版登場。英雄協會女操作員，主要負責災害避難的廣播，常與眼鏡職員和鬍鬚職員一起行動。
賽艮加爾（Secingal）
配音：不明〈第一季〉→佐佐木義人〈第二季〉
重製版登場。英雄協會職員，在會議中負責主持。右眼為義眼為最大特徵，這隻假眼能夠投影出3D立體影像，還能射出攻擊性雷射，不過威力不彰。曾經私下接受過英協的的英雄資格考試，因為攻擊力不足而被淘汰。怪協對外宣戰後負責主導對抗怪協與人質救出的計畫。
艾克思瑪（Ekusuma，艾库斯玛）
配音：不明〈第一季〉→紡木吏佐〈第二季〉
重制版登场。英雄協會英雄风纪监督课课长代理，右眼周圍有刺青，右邊嘴角有顆痣的短发女性。负责针对S级以下英雄的品行指导。做事严格且雷厉风行，号称有着对所有S级以下英雄的驯服手段，即使是武斗派的英雄见到她也没办法，被其他人称为“魔鬼教官”。似乎讨厌有人说她坏话。
贅密特（ZEIMEET）
配音：杉崎亮
重製版登場。英雄協會長官，言行和神態都很腐敗，常利用募集來的資金去花天酒地，被餓狼襲擊重傷。
馬可伊（McCoy）
重製版番外篇登場。英雄協會第二作戰部室長。右眼戴著十字星型眼罩，梳著霜淇淋頭。極力打壓警察以提升英雄協會的地位。
基修（Gish）
重製版番外篇登場。英雄協會長官，面泛油光的肥胖男子。主導怪人鱗獸的捕獲計畫，為的是想要以牠能無限再生的鱗片和收藏家交易賺取黑金，計畫失敗後東窗事發，被波佛依博士間接革職，但又暗中為他安排新工作。

### 英雄協會相關者
絲芭芭娃（SHIBABAWA）
配音：斉藤貴美子
英雄協會強力保護的大預言家，年邁的人類女性。預言準確率100%，災害性的預言在半年內一定會發生。暗黑盜賊篇時預測到大災難，因為太緊張而被喉糖哽死，臨死前只留下「地球危險了」的紙條。
暴花戶（NARINKI）
配音：相馬康一
重製版登場。英雄協會的資金投資者。捲鬢角的肥胖男子，招風耳，嘴唇肥厚。贅密特遇襲之後雇用金屬球棒做保鑣，只是為到所謂「民間」的餐廳吃壽司。其實非常瞧不起庶民的食物，是因為兒子的要求才來的。被怪人協會盯上，遭到大王花教父迷昏。擁有自己的特殊武裝部隊。
豪任幸（WAGANMA）
配音：清水彩香
重製版登場。暴花戶的兒子。捲鬢角，招風耳，嘴唇肥厚的男孩。對民間的食物感到新奇，但是非常講不聽，讓金屬球棒很頭痛。被怪人協會盯上，遭到大王花教父迷昏，最後被怪人協會綁走，跟鼻涕男關在同一個地方拿走他僅剩食物，後被英雄救走，但刻意不提鼻涕雄也被抓來這。

## 怪人、罪犯

### 人類怪人／英雄獵人
餓狼（Garou）
配音：綠川光、真野步〈少年時期〉（日本）；胡鎮璽、林筱玲〈少年時期〉（台灣）
災害等級：『鬼』（開始獵殺英雄時）→『鬼』級巔峰(擊敗背心大師和眾A級英雄)→『龍』級（與開膛王、養太大的波奇、張望怪、怪人王遠呂智、超合金黑光連戰期間）→『龍』級以上（白金精子與眾S級以及大怪蟲蜈蚣仙人）→『神』級（埼玉戰期間）。
前武術家，為邦格首席弟子，武術奇才，實力極強，因想成為怪人達成「絕對的惡」而四處狩獵英雄，後被逐出師門。（重製版則為未經許可擅自引發打鬥事件重傷所有同門師兄弟，而被邦古一氣之下將其逐出師門）。進化為怪人後，仍然保有人類的心，實際上他的行為與僅只為暴力以及自身慾望而行動的怪人有本質上的差異。小時候在英雄遊戲中被同學當做怪人霸凌，因此憎恨英雄而努力習武，後來展開英雄狩獵行，本身並非真正想成為怪人，而是渴望以自身行動成為最強者，以實施恐怖統治來顛覆主流價值觀霸權佔優勢的社會，並建立真正為弱勢者發聲、正義與和平的世界。根據埼玉對他自白的推斷，他內心其實還是渴望成為英雄，只是因為無法成為自己心目中完美的英雄，所以才選擇成為怪人；雖然他的行為主要針對英雄協會，但其實從沒有對任何一個人類下殺手，倒是殺死不少怪人，並且最後也幫助了不少人類，被歸類為反英雄。
在英雄協會召集地下社會分子時，預防最後預言的重大災厄時，將充當保鑣的數位A級英雄打到重傷，並且對英雄協會下戰帖。在英雄狩獵之夜第二天與名為垂夫的小孩認識，並從他持有的英雄名錄中取得不少英雄和怪人的情報。之後找上守門犬俠與其交戰，但完全被守門犬俠壓制住，因為不敵而逃脫，逃脫後發現了KING，情緒激昂了起來，準備瞄準KING進行攻擊，不料沒注意到埼玉在KING旁邊，被埼玉以為是來打架的小混混而被一腳踹飛到撞破旁邊的牆。在邦格及崩普聯手攻擊下幾乎敗北，但被鳳凰男(怪人協會)救走並加以拉攏。因拒絕怪人協會所提出殺害人類的交換條件而決裂，後為保護垂夫而與開膛王及蟲神交戰後傷重昏迷，醒來後得知小孩被拐走於是攻入怪人協會總部，陸續與開膛王、養太大的波奇、張望怪、怪人王遠呂智、超合金黑光等人交戰，已能一人擊敗多名S級英雄與龍級怪人，並叫小孩見證他成為史上最強怪人的時刻。經過一番波折實力繼續極速成長與埼玉戰鬥時甚至超越了災害等級『龍』級以上，成為突破限界更加強大的怪人，之後更被神明賦予力量，成為神明的使徒進化為神級怪人，但仍舊不敵埼玉且力量流失後，英雄眾人想殺死他，但被埼玉放過。敗北後一度放棄活下去的念頭，但聽到垂夫的維護發言才憶起自己真正的夢想，恢復人類身份並逃亡。
怪人協會事件之後，可以看到其師邦格與其重新修復關係，希望可以彌補他過去的過錯，並且被邦格秘密推薦為下一任的銀色獠牙。
目前是除波羅斯外唯一能夠令埼玉使出「必殺 認真系列」認真毆打，以及認真翻桌和認真頭鎚的強敵，也是極少數能從埼玉的「認真系列」存活的人物之一。原作者ONE表示他在覺醒後於近身戰上大概會比波羅斯稍微占有優勢。

### 進化之家
吉納斯博士（DOCTOR GENUS）
配音：浪川大輔
進化之家的主人，人類的天才科學家，認為人類本身應該進化但不被社會認同。在70歲後研發返老還童及複製自己的技術，並成立進化之家研究人類基因進化，S級的殭屍俠曾為其66號實驗體，在見識埼玉比人工進化種更為強大的力量後認定自己的研究失敗，見識到自己的滑稽可笑後從此對世界毫無眷戀而決定金盆洗手，如今利用其他的實驗成功繁衍出無限再生的章魚腳成立章魚燒之家，與裝甲猩猩以及蚊少女一起以販賣章魚燒維生。
知道埼玉的強大，並提出生物限制器理論，因歷經三年拼死鍛鍊自身而超越極限的埼玉，以及利用無數次死鬥以及瀕死經驗而突破己身達到「自稱」神級災害的餓狼是唯二突破限制器的生物，而其他怪人與英雄雖然都擁有超乎常人的力量但並非突破限制器，怪人屬於因負面心理加上環境或者是以導致細胞變異而在生成人類以外的別的生物；而英雄則為天生資質異稟，單靠後天訓練即可到達自身天花板之人。
阿修羅獨角仙（Carnage Kabuto）
配音：石塚運昇
災害等級：『龍』。
進化之家「No.1」。獨角仙型怪人。擁有極高智能與力量，但殘酷好殺不受控制，被吉納斯博士判定為失敗品關在進化之家地下深處。力量足以秒殺前期的傑諾斯，暴走進入「阿修羅模式」後會失去理智一個星期，最後在埼玉想起特賣會的事後被一拳擊殺。
在一拳超人廣播劇中以模擬AI的型式進入「阿修羅模式」分別與傑諾斯、金屬球棒、殭屍俠及超合金黑光展開戰鬥，再次秒殺傑諾斯、與金屬球棒僵持三分鐘後戰勝，與殭屍俠交戰七天七夜後體力不支而戰敗、與超合金黑光對戰15分鐘後戰敗。
獸王（Beast King）
配音：齊藤次郎
災害等級：『鬼』。
進化之家「No.2」。獅子型怪人，以銳利的爪子作為武器，可以輕易切開建築。最後被埼玉以連續普通拳秒殺，而其屍體使得前來啄食的烏鴉產生變異、成為怪人。
裝甲猩猩（Armored Gorilla）
配音：山本祥太
災害等級：『鬼』。
進化之家「No.3」。全身機械裝甲的改造人大猩猩型怪人，頭部藏有小型雷達，喜歡以機器人的語調裝酷。最後敗給傑諾斯，進化之家唯二生還的怪人，後來與吉納斯博士一同經營章魚燒店。再度登場時一拳秒殺要求協會將自己定位為鬼級的虎級怪人元帥猩猩。
蚊少女（Mosquito Girl）
配音：澤城美雪
災害等級：『鬼』。
進化之家所屬，蚊子外型的女性怪人。能夠驅使蚊子吸血供給她，並且以血液強化自己。本身是「進化之家」吉納斯博士研製出的蚊子和女性融合結構的怪物，據說只是半成品強化後足以打敗初登場的傑諾斯，但被埼玉一掌拍飛，現在一同和吉納斯博士和裝甲猩猩經營章魚燒店，在重製版235話中出現在章魚燒店，由於失去了儲存血液的尾巴，需要裝甲猩猩經常從後臀注入血液。
土龍（GROUND DRAGON）
配音：浜添伸也
災害等級：『虎』。
進化之家所屬，鼴鼠型怪人，擅長遁地。進化之家派遣去抓埼玉的使者，最後被埼玉打出地面秒殺。
水銀螳螂（KAMAKYURI）
配音：長谷川芳明
災害等級：『虎』。
進化之家所屬，大腦外露的螳螂型怪人。進化之家派遣去抓埼玉的使者，因為破壞埼玉家屋頂結果名字還沒說出來就被秒殺。
戲耍蛞蝓（SLUGRUS）
配音：浜添伸也
災害等級：『狼』。
進化之家所屬，蛞蝓型怪人，擁有類似心電感應的能力。進化之家派遣去抓埼玉的使者，被埼玉打入地下，後被獸王攻擊波及被砍成數段。
蛙男（KAMAKYURI）
配音：後藤ヒロキ
災害等級：『狼』。
進化之家所屬，武士打扮的青蛙型怪人。進化之家派遣去抓埼玉的使者，被埼玉打入地下，後被獸王攻擊波及被砍成數段。

### 地球原生種族怪人

#### 地底人
地底王（Subterranean King）
配音：上田燿司
災害等級：『鬼』（埼玉夢中：『神』）。
地底人之王，與深海王、天空王、森林王等怪人齊名。在埼玉夢中十分雄壯強大，實際上地底王被埼玉一腳踩扁秒殺。倖存下來的部下後來被張望怪等怪人協會成員屠殺殆盡，並搶下地底人城市作為怪人協會的據點，屍體更被轉生鳳凰男利用打造成為殭屍軍團，後被童帝完全消滅。
地底人（Subterraneans People）
配音：山本祥太
災害等級：『虎』（埼玉夢中：『龍』）。
地球的原生種族，因為人口繁殖想要侵略地面。在埼玉夢中十分雄壯強大，實際上在看到地底王被秒殺後舉旗投降了。後來隨著地底人的內訌，再加上張望怪等怪人協會成員對地底人的屠殺，使得地底人幾乎滅絕，隨後地底人城市被作為怪人協會的據點，屍體更被轉生鳳凰男利用打造成為殭屍軍團，後被童帝完全消滅。

#### 深海族
深海王（Deep Sea King）
配音：小山力也
災害等級：『鬼』。
深海族的首領，與地底王、天空王、森林王等怪人齊名，活動範圍Ｊ市。外觀為小丑樣貌的魚人型海怪，頭部兩側長有魚鰭，胸部有心形乳頭。穿戴著一件紅色的皇袍和泳褲，頭上戴了頂皇冠，象徵自己是深海的霸主。
擁有能擊敗S級英雄水嫩嫩囚犯的強大肉體跟力量，喜歡與強者戰鬥，在淋雨後外型會改變成恐龍樣貌的怪獸，力量和個性也會變得更強大且兇暴。嘴巴能吐出兇暴的入體海鰻和強酸腐蝕液。打敗許多C級到S級的英雄，最後被埼玉一擊秒殺。
深海族（Seafolk）
配音：不明
災害等級：『狼』→『虎』。
活動範圍Ｊ市，在原作及重製版漫畫裡被稱為「海人族」。居住於海洋的種族，在深海王的帶領下企圖佔領陸地。被埼玉殺死一隻先鋒，後來隨深海王登陸的十隻被莿槍俠殺光。

#### 天空族
天空王（Sky King）
配音：上田燿司
災害等級：『鬼』。
天空族之王，與地底王、深海王、森林王等怪人齊名，自稱「天空支配者」，天狗外形的飛行怪人。在攻擊英雄協會時，連同其部下被突然現身的「暗黑盜賊團」最上級戰鬥員梅爾薩加德斬殺而死。
天空族（Sky People）
配音：不明
災害等級：『虎』。
天空族，天空王的部下。其成員如下：霍克（Hawk，鷹）、伊格爾（Eagle，雕）、法爾康（Falcon，隼）、凱特（Kite，鸢）。在攻擊英雄協會全員皆被暗黑盜賊團的梅爾薩加德斬殺。

#### 森林族
森林王（Forest King）
災害等級：『龍』。
森林族之王，與地底王、深海王、天空王等怪人齊名。長著兩張臉的巨型怪樹，上方的大臉有五隻眼睛。最後被傑諾斯燒死。
森林族（Forest Tribe）
災害等級：『虎』。
樹人型怪人大軍。用藤蔓包圍房屋阻斷交通，揚言要將人類化為森林的肥料，最後被傑諾斯全部燒死。

### 暗黑盜賊團「暗黑物質」
波羅斯（Boros）
配音：森川智之
災害等級：『龍』（鎧甲破碎前）→『龍以上』（鎧甲破碎後）。
宇宙人，暗黑盜賊團「暗黑物質」的首領。因其自身為該種族有史以來最強大的人，再生能力也強大的只要數秒就能恢復傷口，故平時穿著抑制力量的盔甲。最強狀態為「流星爆發」，伴隨著強大的力量有巨大的副作用，很像人類大量做無氧運動，能使力量和速度均大幅上升，絕招崩星咆哮砲甚至能毀滅整顆地球。
在宇宙間無敵手，在聽到占卜師預言自己將在遙遠的地球上找到值得一戰的對手後，為尋求刺激而與部下花了20年到達地球。壓制力量的盔甲在與埼玉碰面後被一拳打碎。
在部下葛羅里巴斯和格流剛許普被埼玉秒殺後認同對方值得自己出手，但在使盡全力激戰後，被埼玉以認真拳徹底擊敗。是第一個讓埼玉使出認真系列招式的對手，但敗戰後認為主角仍未盡全力，甚至連戰鬥都稱不上，留下「你實在太強了」後絕命。埼玉承認的“最強者”。
原型來自於原作者ONE出道前的作品《太陽人》中的最終BOSS，當時波羅斯太強無法被打敗就停止更新了。而波羅斯的名字則來源於老師玩過的一個遊戲。而原作者ONE表示他的實力與覺醒餓狼勢均力敵，但接近戰方面大概會占下風。
梅爾薩加德（Melzargard）
配音：內山昂輝
災害等級：『龍』。
宇宙人，「暗黑物質」的三名最上級戰鬥員，職責是守護飛船。擁有五顆頭，頭會互相對話，被擊碎後可以聚集再生，五顆頭也可以分裂為單體。每顆頭都有各自的意識並能分裂出來獨自行動，能操控身體的細胞進行多種變化(如長出翅膀，把手臂變成高殺傷力的鈍器或刃器)，同時擁有無限的再生能力。
與英雄A級居合鐵、S級的原子武士、銀牙、金屬球棒、水嫩嫩囚犯等人交戰，戰鬥時擊毀居合鐵的手臂和打飛銀牙，可見破壞力非常強大。每一百年會增加一顆腦袋，因每個腦袋裡玻璃珠模樣的東西就是本體一事被金屬球棒發現並告知其他英雄，也因被打得細碎都是從頭部再生這點被銀牙看穿而被擊敗。
格流剛許普（Geryuganshoop）
配音：後藤弘樹
災害等級：『龍』。
宇宙人，「暗黑物質」的三名最上級戰鬥員。身體像章魚怪人，自稱宇宙第一的念動力超能力者。用超能力投出的石子「念動流石波」速度接近光速，念力之強足以影響重力。但對埼玉毫無作用，最後被埼玉扔的小石子秒殺。
葛羅里巴斯（Groribas）
配音：浜添伸也
災害等級：『龍』。
宇宙人，「暗黑物質」的三名最上級戰鬥員。全身長滿刺，頭和雙手都是巨大的嘴巴。自稱有二十種必殺技，但登場隨後被埼玉爆頭秒殺，最後連一招都來不及用。
宇宙船砲擊手
配音：浜添伸也
災害等級：『狼』。
宇宙人，「暗黑物質」的宇宙船砲擊手。在宇宙船墜落後和其餘生還的外星人被綁起來，但沒來的及被問話就全被甜美假面以手刀殺死。

### 怪人協會

#### 領導者
張望怪／塞克斯（Gyoro-Gyoro/Psykos）
配音：子安武人
災害等級：『龍』。
怪人協會真正的會長。有著肥大的身軀，臉上有一顆單眼，胸口和頭部周圍長了幾隻觸手。具有超精神感知能力，另外可以分裂出小型的飛行分身四處監視。全力攻擊時會像邪眼一樣全身張開無數眼睛。實際本體為戴著眼鏡、身材姣好的人類女子，一直躲在怪人協會地底，在幕後操控著一切。
表示怪人協會目標是想使人類社會意識到怪人協會的存在，讓遠呂智以新世代的王者的身分君臨地球。但遠呂智其實也是她的傀儡，張望怪無時不刻找尋比他更加優秀的幼苗培育成更強大的怪人，餓狼就是其中之一。大戰期間先和龍卷單挑，所操縱的傀儡張望怪被打敗，本體塞克斯也連同整個協會被拖出地面，抓準偷襲龍卷與其他怪人戰鬥時給於重擊，最後能力使用過度而敗於吹雪手上。
重製版被遠呂智吸收後奪取主意識巨大化，融合成了塞克斯遠呂智，並與龍捲展開交戰。以合體的型態對戰龍捲，一度讓龍捲陷入苦戰，但是在面對地底的人質全數救出後解放全力的龍捲仍然不敵，並且在傑諾斯的增援下敗逃，逃走時受到驅動騎士、傑諾斯、背心尊者、原子武士、性感囚犯以及超合金黑光的夾擊。
是吹雪學生時期所創的「異能研究會」副會長，也是吹雪的好友，跟著吹雪學習超能力，於該時期已有將車舉起的能力，後自學「第三隻眼」而窺視到未來，因其太過恐怖而發起毀滅人類這論點，於是吹雪認為她的思想太危險而將其能力封印。怪人協會被擊潰後被監禁在英雄協會地下13階，吹雪為得知她所看到的未來偕同埼玉欲將其救出，卻遇到龍卷追殺，目前暫時昏迷。
怪人王遠呂智（Orochi，大蛇）
配音：斧篤志
災害等級：『龍』以上（重製版登場）。
怪人協會名義上的首領，身上有許多龍臉的巨型怪人，頭上的角能隨意伸長並刺穿目標，口腔內部的結構如同絞碎機一般，身上的每張臉都是一條龍，將全身的龍都解放時看起來就像龍群交纏成的可怕怪物，物理攻擊毀天滅地，還能放出大量超高熱火焰。此外，他甚至還有進化的空間，能快速學習複製對手的招式，以數倍的威力給予對方壓倒性的絕望。被認為是凌駕於張望怪之上的存在，實際上是張望怪的傀儡、怪人協會的虛位元首，曾是人類，是被張望怪刻意施加壓力與挫敗淬鍊出的究極生物。
身為怪人協會檯面上的盟主兼最強戰力，擔任怪人協會對付英雄的王牌而未曾出現於眾英雄面前。在眾S級英雄入侵怪人協會時尚未能向眾英雄展現出其存在與恐怖戰力就不幸遇上了埼玉而被其打倒。死前明白埼玉恐怖般的強大，並明確認知到埼玉便是Z市傳說中的「無人街的怪物」，並看見地底人預言壁畫遺跡上強大的自己，其實是要獻給更為強大的存在「神明」的祭品。
後來屍體殘塊以心臟部位為中心正不斷的吸收其他怪人，甚至打算吸收塞克斯，不過被塞克斯反過來利用後融合成了塞克斯遠呂智，並與龍捲展開交戰。以和塞克斯合體的型態對戰龍捲，一度讓龍捲陷入苦戰，但是在面對地底的人質全數救出後解放全力的龍捲仍然不敵，並且在傑諾斯的增援下敗逃，逃走時受到驅動騎士、傑諾斯、背心尊者、原子武士、性感囚犯以及超合金黑光的夾擊，被賽克斯解除合體後拋下。解除合體後受到邦古邦普的合體技交牙龍殺拳攻擊而無法行動，最終被龍捲擊殺，其肉體殘留的一小部分被驅動騎士發現並撿去做研究。

#### 幹部（龍級怪人）
怪人協會幹部皆為「龍級怪人」（包含幹部候補）。
黑色精子（Black Sperm）
配音：梅原裕一郎
災害等級：『龍』→『龍』級巔峰（黃金精子狀態）→『不明』，但推測龍以上（白金精子狀態）。
怪人協會幹部。怪人協會裡數一數二強的怪人。外表是穿著黑色套裝、頭上有觸角鞭毛的小個子精子，很討厭被瞧不起。比起其他怪人本身擁有思考作戰方針的技巧。全身上下由數十兆個細胞個體組成，光一個細胞個體就能輕鬆擊敗一名A級英雄，個體可以藉由細胞分裂改變體型、增殖、再生，甚至能吞噬合體成單個強大個體作戰，此招缺點是會消耗大量細胞無法再次分裂。重製版中表示自己只是來幫怪人協會的打手，沒有效忠遠呂智的打算，並盤算趁機幹掉流浪漢皇帝。
運用自身的分裂能力擊敗原子武士和眾多S級英雄。有著由11兆2931億4226萬1072個細胞吞噬合體成的個體多細胞精子，但被負傷的龍卷斷頭擊殺。後以一萬個體的人海戰術為幌子，以一百個個體挾持醜小孩，但被餓狼撕成兩半後秒殺。還有著由10兆個細胞吞噬合體成的個體黃金精子，其肉體十分強大，負傷的龍卷也無法扭斷其頭部。但性格更加自大，最後被餓狼擊殺（重製版新增了更為強大的個體型態白金精子）。重製版劇情中則因為受到G醜陋大總統的挑釁憤而將43兆細胞互相吞噬合體成黃金精子並輕鬆擊敗G醜陋大總統和超合金黑光，G醜陋大總統的消化液攻擊對其黃金構成的軀體無效。其後為了對付KING而將剩餘的所有細胞融合成白金精子（53.99兆），光用頭部的鞭毛就能瞬間擊倒多名S級英雄，並打算與KING進行單挑，但被隨後殺出的餓狼打飛。大戰最後剩下一個細胞，在廢墟中吃蟲子補充蛋白質以恢復部分身體，黏著埼玉回家，希望藉由成為埼玉的寵物以方便恢復自己的實力，不過和波奇被埼玉作為對決敗北的條件推給作為鄰居的A級英雄等人。後來在照養的過程中逐漸恢復細胞儲存量。
流浪漢皇帝（Homeless Emperor）
災害等級：『龍』。
怪人協會幹部。怪人協會裡數一數二強的怪人。原本是人類，為在迎新大會上被上司捉弄跳裸體舞後被告性騷擾而丟掉工作的普通上班族，在成為流浪漢時頓悟到了人類應該要與地球母親共存共榮而非自私地打造專屬自身運行的文明社會，因而把滅絕人類當作是自己的目標和使命。攻擊方式為使用超能力製造出許多光球轟炸敵人，被擊中者通常會粉身碎骨甚至直接蒸發，其力量是由他稱為「神明」的強大存在所給的，在此之後成為神明的使徒。由於原本是人類，故本體強度也和普通人類差不多。盤算趁機幹掉黑色精子。
原作版中把邦格打至頭破血流昏迷（重製版改為邦格在與餓狼戰鬥時因被餓狼擊中而暈倒），而重製版中具有更強大的破壞力和攻擊力，能輕鬆製造成千上萬顆光球追擊對手，也能像疫苗人一樣製造出巨大的光球破壞場域。和黃金精子一樣能輕鬆擊敗G醜陋大總統，在黃金精子打算追殺G醜陋大總統時叫住他，認為應在弱者面前展現出巨大的實力差距使其臣服作為奴隸而不必特地殺死對方。與殭屍俠對峙佔盡優勢，後被KING牽制，殭屍俠趁空隙從地底冒出將其壓制在地，光球的威力反害其無法在急近的距離下攻擊完全無計可施。戰敗後「神明」似乎很不滿意，在流浪漢皇帝的意識裡現身（重製版改為流浪漢皇帝看到神明在月球表面現身並出現在其精神世界），並將其化為灰燼。
邪惡天然水（Evil Natural Water）→邪惡海洋水（Evil Ocean Water）
災害等級：『龍』→『不明』，但推測『龍』以上。
怪人協會幹部。怪人協會裡數一數二強的怪人。外型是有兩顆眼珠的一團水，能連續發射威力強大水刀將人貫穿、切碎。擁有自動偵測對手殺意並給予適當攻擊的能力，也具有一定的智力，戰鬥中利用吸取油脂改變身體構成的密度來化解童帝對其的冰凍攻擊，由於本體是水所以能供魚形怪人共生，普通的物理攻擊也無法將其重創。多名S級英雄的攻擊對他皆無效，最後被路過的埼玉打爆但倖存，本體退化縮小，大戰結束後被豬神發現並吞食消化。重製版中輕鬆擊敗原子武士的三徒弟以及傭兵團，並打敗童帝，但其水刀攻擊對超合金黑光無效反被其一拳打散（原作版中是被龍卷的超能力吹飛）。隨後在KING登場時重新聚集並返回戰場，但卻因感受不到KING的殺意而遲遲無法發動攻擊。在餓狼打飛白金精子後向其噴出強力水刀，但反被餓狼擋下並被其瞬間打散，被打散後流至海洋中，和海水融合成一體進化成神明的使徒、海洋之母邪惡海洋水，後被埼玉用認真毆打一拳打爆。
大怪蟲蜈蚣仙人（Sage Centipede）
災害等級：『不明』，但推測『龍』以上。（重製版登場）
為大地之父、神明的使徒。體型最大的蜈蚣怪人，外觀是有兩張巨臉共13顆眼睛、長著類似人類手腳的巨型蜈蚣。
現身於怪人協會大戰現場。自稱自己是神明的使徒、大地之父，稱邪惡海洋水為海洋之母，來消滅與神明作對的邪惡之拳，與餓狼和金屬球棒展開對戰，後被達到武術巔峰的餓狼一擊秒殺。
大怪蟲蜈蚣長老（Elder Centipede）
配音：坂東尚樹
災害等級：『龍』。（重製版登場）
怪人協會幹部。蜈蚣怪人之一，外觀是有「臉中臉」及下方的一張四眼巨臉一共五張巨臉的蜈蚣。可以將怪人同伴含入口中在地底快速移動，每脫一次皮就會從臉部的口中在伸出新的臉，並且會將舊殼全部粉碎脫去。
曾經被S級第一的爆破打到瀕死，為復仇才與怪人協會合作，只要聽到爆破的名號，無論如何都會放下首要任務去找對方單挑。在蜈蚣前輩與大王花教父敗陣後現身，其堅硬的外殼也讓金屬球棒身陷苦戰，後和金屬騎士對決，被鳳凰男告知任務完成之後潛入地底撤退。救援餓狼行動中再次出場，令邦格、崩普和傑諾斯陷入苦戰，一度被打到全身龜裂，卻脫下外殼變成更強大的型態，最後被埼玉以認真毆打一拳解決。
豪傑（Gouketsu）
配音：乃村健次
災害等級：『龍』。（重製版登場）
怪人協會幹部。身形巨大，皮膚長滿棘刺，穿著破爛的武術裝。猙獰的面孔上長有一對蝙蝠耳，四隻眼睛，以及滿嘴的獠牙，臉上佈滿黑色的交錯紋路。過去曾經是人類武術家，為第一屆SUPER FIGHT的傳說中的王者。後來慘敗於怪人協會被俘虜至總部，在冷熱施壓下激出內在的野心，於是服下怪人細胞變成如今的樣貌。
在重製版於C市登場，在入侵第二十二屆SUPER FIGHT會場前擊敗傑諾斯，入侵會場後帶著怪人生擒所有參賽的武術家，並把它們變成怪人。篩選出本次任務創造出的最強怪人莫山後，在張望怪的催促下打算先行一步回到怪人協會總部，被隨後追上的埼玉一拳秒殺，其頭部掉落在競技場的垂柳面前。
醜陋大總統（Fuhrer Ugly）→G醜陋大總統（G-Fuhrer Ugly）
災害等級：『龍』。
怪人協會幹部。長相為醜男的怪人，非常看不爽長相帥氣的人。發怒時會全身肌肉鼓脹變形，變的巨大且更加畸形。與甜美假面戰鬥勝利，但被邦格爆體秒殺。重製版中戰勝甜美假面並將對方撕成兩半；試圖殺害傭兵時，被龍捲用殘存的念能力阻止後發怒打昏殘血的龍捲；與背心尊者展開戰鬥並取得壓倒性勝利，施展全身崩壞拳將背心尊者打到全身骨折瀕死
試圖偷看龍捲內褲時被邦古打斷，與邦古展開戰鬥時施展顏面崩壞拳以及尊嚴崩壞拳都遭到反擊並打傷牙齦，先被邦古痛揍一頓後再被暴怒的牙齦吞下肚並消化，在消化途中將牙齦爆體反殺，但同時也被消化液嚴重腐蝕變得更加畸形醜陋，進化成G醜陋大總統，同時繼承了牙齦強大的消化能力，能以嘔吐出消化液的方式腐蝕對手，殺光了除了原子武士外所有劍聖會的幹部並腐蝕超合金黑光的皮膚，也因消化液的關係使斬擊對其無效。因為挑釁了黑色精子使其發怒而反遭其擊敗受重傷，之後還被瞧不起自己實力的流浪漢皇帝攻擊而重創，狼狽逃亡後打算殺死因與餓狼戰鬥而陷入昏迷的邦格發洩，但被餓狼一腳踢爆身體秒殺而亡。
牙齦（Gums）
災害等級：『龍』。
怪人協會幹部。以巨大嘴巴吞噬敵人的怪人，臉上除了一張大嘴外沒有其他器官。雖然體型巨大動作卻異常敏捷，善於偷襲對手，戰鬥方式和S級英雄豬神一樣。與豬神戰鬥勝利，但被邦格爆頭秒殺。在重製版中試圖吞噬瀕死的背心尊者，被邦古穿體擊敗並被傑諾斯燒穿內臟，再生復原後被醜陋大總統遭到邦古反擊的尊嚴破壞拳痛揍，一怒之下吞下醜陋大總統並試圖消化，遭到大總統從體內爆體反殺而亡，屍體被豬神吃掉。
養太大的波奇（Overgrown Rover）
災害等級：『龍』。
怪人協會幹部。怪人協會本部的巨型六眼黑犬怪人，能夠從口中放出能量球攻擊，擁有龍級怪人中數一數二的防禦力。被埼玉給予重擊後對於「坐下」這個詞彙非常畏懼，而導致在壓制吹雪、銀牙和崩普時，被銀牙無意中的一句「坐下」而牽制住行動，導致銀牙等人成功撤退。重製版與餓狼展開大戰，對進化中餓狼全力的一擊波奇反而毫不在乎。大戰後因能量耗盡變得和普通狗一樣大小，被埼玉撿回英雄協會總部宿舍。重制版第237話中因為高級牛肉加入了吹雪組成為組中最強成員。
喵恩（Nyan）
配音：不明
災害等級：『龍』（重製版登場）
怪人協會幹部。身形細長的人型怪貓，頸部吊著鈴鐺。趁著水嫩嫩囚犯外出討伐怪人時孤身現身於臭蓋獄，目的是為拉攏兇惡罪犯加入怪人協會，其結果成功攏絡數十名罪犯。能夠將細長的身體再壓縮，在3mm的的縫隙中自由移動，滿是裂縫的場地對他而言是來去自如。在得知琦玉的強大後，逃離怪人協會，到地面時輕鬆解決地面組全員，隨後和中途殺出的驅動騎士展開戰鬥，但完全被對方壓著打，本身的必殺技攻擊猫罰卻無法對對方造成任何傷害，試圖鑽進驅動騎士體內攻擊對方，遭對方將機甲加熱至超高溫的反擊重創，最後被驅動騎士活捉帶去研究。
疾風溫德（Gale Wind）
配音：村田太志
災害等級：『鬼』（怪人化前）～『龍』（怪人化後）。
怪人協會幹部候補，忍者之里的忍者，歷代最強黃金第37期畢業生，討伐對象為弗拉休。重製版為怪人協會幹部候補，原作中為機器怪人爆走兄弟之一，以速度自傲，被閃光弗拉休瞬殺。人類型態是如同希臘雕像般精壯俊美的男子，有著一頭波浪頭，身穿緊身衣，手持的廓爾喀彎刀戰鬥，會製造鋼絲蜘蛛網陷阱。投靠怪人協會並服下怪人細胞，怪人型態全身會出現像兩棲類般的斑點，後腦會長出昆蟲和蜘蛛般的觸角。
想拉攏索尼克成為怪人，其怪人化後的速度遠超過索尼克，然而被弗拉休識破，其實怪人化至今仍沒有完全習慣最高速。和弗雷姆合力和弗拉休戰鬥，但雙雙不敵被弗拉休以閃光斬殺死，屍體被轉生鳳凰男利用成為殭屍，最後因為轉生鳳凰男失去服裝的力量，脫離控制而徹底復活，繼續追殺弗拉休。
重制版第142话在二次修改后，在童帝与凤凰男的对战结束后脫離控制而复活醒来，与弗雷姆企图对战斗后疲惫不堪的童帝发起攻击时，被埼玉一拳一起击倒。
在原作版117話中和其他忍天黨成員被弗拉休及索尼克兩人合作殺死。
業火弗雷姆（Hellfire Flame）
配音：內匠靖明
災害等級：『鬼』（怪人化前）～『龍』（怪人化後）。
怪人協會幹部候補，忍者之里的忍者，歷代最強黃金第37期畢業生，討伐對象為弗拉休。重製版為怪人協會幹部候補，原作中為機器怪人爆走兄弟之一，以速度自傲，被閃光弗拉休瞬殺。人類型態相較比較粗獷，有著一頭鳳梨頭，身穿緊身衣，手持長劍戰鬥，拳腳和劍身在出招時會附帶火焰。投靠怪人協會並服下怪人細胞，怪人型態會長出爬蟲類般的鱗片和利爪，並且能自體燃燒。
想拉攏索尼克成為怪人，其怪人化後的速度遠超過索尼克，然而被弗拉休識破，其實怪人化至今仍沒有完全習慣最高速。和溫德合力和弗拉休戰鬥，但雙雙不敵被弗拉休以閃光斬殺死，屍體被轉生鳳凰男利用成為殭屍，最後因為轉生鳳凰男失去服裝的力量，脫離控制而徹底復活，繼續追殺弗拉休。
重制版第142话在二次修改后，在童帝与凤凰男的对战结束后脫離控制而复活醒来，与溫德企图对战斗后疲惫不堪的童帝发起攻击时，被埼玉一拳一起击倒。
在原作版117話中和其他忍天黨成員被弗拉休及索尼克兩人合作殺死。
鳳凰男（Phoenix Man）→轉生鳳凰男（Phoenix Man）
配音：前田弘喜
災害等級：『鬼』→『龍』→『狼』級未滿。
怪人協會幹部候補，雖然原本是鬼級怪人但相當得張望怪的信任，常常在現場主導任務進行。穿著鳳凰道具服的怪人，自稱穿上鳥型道具服脫不下來，等到注意到時已變成怪人，平常將臉和手藏在道具服中。重生強化後變成鳥人外型，胸口多一個巨大的眼睛，真正的臉藏在兩喙之間。
在重製版中提早於S市襲擊英雄協會高層父子的計畫中登場，企圖拉攏餓狼進入怪人協會。重製版中先是被童帝秒殺，後復活實力提升至龍級，轉生強化後可以依需求變形為速度特化型的炎隼模式，能量體特化型的日珥鷹模式，以及最終強化型的金剛鷲模式。和童帝的戰鬥過程中一度佔上風，最終能承受並吸收童帝所釋放的能量砲，能透過將生命能量放射出去將地底人殘黨、疾風溫德及業火弗雷姆的屍體變成殭屍攻擊對手，最後被童帝用計破壞掉那身無止盡強化的道具服，露出內部脆弱的肉身，最終被徹底擊敗殺死。
重制版第140话至第142话在二次修改后，新增加凤凰男与童帝的互动情节。其中凤凰男新增可以进行精神连接的招式，与童帝在精神世界中进行心理交流，并试图两次策反童帝加入怪人行列。但第一次因怪人名称太土被童帝拒绝。第二次在差点成功策反时，因埼玉乱入其精神世界而被迫解除能力。最後被童帝用計使其怪人能力退化为狼级未满，变成怪人雏鸟男，变成只有小鸡大小的怪人。

#### 成員（鬼級怪人）
開膛王（Royal Ripper）
災害等級：『鬼』
怪人協會成員。為都市傳說怪人，全身纏滿繃帶長髮怪人，外套黑衣雙手以刀替代，體內沒有筋骨或內臟，反而全部都是頭髮，因此哪怕手臂被扭超過360度都可以迅速復原。個性殘忍，喜歡凌遲類的酷刑，殺人僅是為娛樂，怪人協會的同夥也不是很敢靠近他。性別曖昧，談吐陰陽怪氣，喜歡在他人的名字後方加上很親暱的「ちゃん」。
與蟲神一同圍攻餓狼，一度把餓狼打至瀕死。後來被潛入怪人協會救人的餓狼打斷頭部，並用旋風鐵斬拳徹底殺死。其繃帶和黑衣被餓狼拿來包紥傷口。
蟲神（Bug God）
災害等級：『鬼』→『鬼』以上（开启二阶段）
怪人協會成員。人形螞蟻怪人，臉上長有五隻眼睛且擁有螳螂的偽瞳，充滿利牙的嘴巴旁長有兩對大顎。身負昆蟲之強，自稱全身上下都是武器、擁有區區哺乳類動物比不上的力量，擁有二段變形能力，防禦力和其他硬實力在鬼級怪人中算是數一數二強的。
與切割王一同圍攻餓狼，因個性較切割王冷靜而被張望怪私下交代在開膛王對餓狼下殺手前必須阻止他，最後被超合金黑光一拳爆散而死。
蜈蚣前輩（Centisempai-Senior Centipede）
配音：手塚弘道
災害等級：『鬼』
怪人協會成員。蜈蚣怪人之一，外觀是有臉中臉的蜈蚣。在原作版怪人協會篇被餓狼擊死；重製版則是在和另一位怪人「大王花教父」聯手攻擊英雄協會高層時，被金屬球棒一棒敲死。
大王花教父（Rafflesidon）
配音：不明
災害等級：『鬼』（重製版登場）
怪人協會成員。霸王花型怪人，能夠放出特殊的催眠氣體。和蜈蚣型怪人「蜈蚣前輩」聯手攻擊英雄協會高層時，被金屬球棒一棒打死。
碎犀角力士（Rhino-Wrestler）
配音：杉崎亮
災害等級：『虎』→『鬼』（重製版登場）
怪人協會成員。犀牛形怪人，身著摔角手緊身衣，裸露的胸口寫著很大的「碎」字。對於自己的實力很有自信，會硬接下對手的攻擊並給予評價作為挑釁。覺得專挑對手的弱點下手是懦弱的行為，應該要憑硬實力將對方壓倒性擊潰才不愧對怪人的身分，無時不刻找尋著證明自己強大的機會。
在重製版於S市襲擊英雄協會高層父子的計畫中登場，和鳳凰男及毒泥水母負責攔截企圖帶目標逃走的鳳梨和龐克頭。擊敗鳳梨和龐克頭後帶著目標的小孩被蜈蚣長老帶入地底撤退。面對英協的正面攻勢，獨自扛下數名A、B級英雄的攻擊，最後挑戰原子武士時被瞬間斬個粉碎而死，死前的最後一刻為原子武士的斬擊打了滿分100分。
弩S（SUPER S）
配音：藤原夏海
災害等級：『鬼』
怪人協會成員。外號「怪人姫」。外型看似穿著黑色緊縛裝、手持荊棘鞭，擁有巨乳、身材姣好的虐待狂女性，實則有遠超普通人類的攻擊力和特殊能力。被她的鞭子擊中的目標會成為受她控制的戀奴隸，並為她戰鬥或成為肉盾。額頭上有一顆粉紅色的心型符號。面罩下長著裂嘴女般的口，滿嘴尖牙，還有如蜥蜴般的長舌。原作中為怪人姬 女神眼鏡穿著心型圖樣的上衣，配戴心形眼鏡和頭套的詭異女子，主要攻擊是發射怪光線迷惑敵人使其變為奴隸。
於重製版在S市的綁架計畫時現身於街上襲擊民眾，與吹雪組交戰將吹雪以外的成員全部變成奴隸。一度被吹雪反擊壓制，後來龍卷趕到，以奴隸作掩護才死裡逃生。回到怪人協會後差點被遠呂智處決，因為張望怪說情才保住一命。在與英雄協會決戰中，擄獲富翁暴花戶派來的強化戰鬥服傭兵團，並操縱他們解放戰鬥服全部的力量，作為自己的打手。最後傭兵們在一瞬間被甜美假面全數支解，自己也求饒無效，跟原作一樣被自己的偶像甜美假面秒殺。
重制版第145話二次修改後，弩S操控的佣兵被三劍士制服後，並解除了洗腦能力，被甜心假面按倒在牆上。之後趁甜心假面一時大意時，使用自己蜥蜴般的長舌刺傷了甜心假面的右面。在看到甜心假面的怪人形態後，得知對方也是怪人時被甜心假面瞬杀。
重製版第151話復活並重新率領奴隸行動，後巧遇上吹雪、銀牙、崩普。
吸血鬼（Vampire-Pureblood）
配音：不明
災害等級：『鬼』
怪人協會成員。正統吸血鬼怪人，擁有接子彈的速度。平時一頭長髮，發力時便會全部豎起。在重製版提早於S市的綁架計畫時，在V市出現襲擊民眾，被吸血成乾屍的受害者堆積如山。自認血統純正的吸血鬼一族才稱得上真正的怪人，性格非常高傲。若是惹他不快他連怪人協會的同夥也會吸乾。擁有許多典型蝙蝠吸血鬼的能力，如蝙蝠化，分體成蝙蝠群等。透過吸收血液連致命傷都能迅速恢復。在大戰三十分鐘後最後在自我治療的持久戰上不敵殭屍俠而被殺死。
拳鬥魔人（Fist Fight Djinn）
配音：不明
災害等級：『鬼』（重製版登場）
怪人協會成員。戴著拳擊用的頭部護具的強大的拳擊手，為追求力量走火入魔變成怪人，有三下巴和四隻手臂。在重製版於某市登場，和S市的綁架計畫同時，與對上A級英雄微笑俠並使其陷入苦戰。被邦格打得支離破碎而死。
顏剝（Face-Ripper）
配音：村上裕哉
災害等級：『鬼』（重製版登場）
怪人協會成員。手持兩把大菜刀，身上縫滿受害者臉皮的怪人。在重製版於C市登場，和S市的綁架計畫同時。擁有可怕的速度和攻擊力，將傑諾斯手臂的裝甲砍裂，最後被傑諾斯趁機將燒燬砲灌進體內而焚燒至死。
覺醒蟑螂（Awakened Cockroach）
配音：野坂尚也
災害等級：『鬼』（重製版登場）
怪人協會成員。外表為身穿蟑螂套裝，長著六隻手臂的男子。在重製版於C市登場，和S市的綁架計畫同時。速度非常驚人，在巷弄中戰鬥更如魚得水，一度使傑諾斯陷入苦戰。後來被傑諾斯的超強力快乾膠封住雙腳，不得已只好斷腳逃生。回到怪人協會後被以「怪人協會不需要敗者」為由而被遠呂智吞噬而死。
眼力鬼（Ganriki-Eyesight）
配音：富岡美沙子
災害等級：『鬼』（重製版登場）
怪人協會成員。擁有巨乳、身材姣好的巨大戈爾貢女妖型怪人，會使用神經毒素麻痺對手。擁有更加兇狠地第二型態。在重製版於Y市登場，和S市的綁架計畫同時，同時對付多位英雄仍毫髮無傷。童帝以機械人對抗並取得毒素資料，她反過來將其逼至險境，最後被趕來支援的豬神生吞而死。
百目章魚（Hundred-Eyes Octopus）
災害等級：『鬼』（重製版登場）
怪人協會成員。全身長滿眼睛的巨大章魚型怪物，擁有浮空能力，攝食後體型會大幅增加，且皮膚擁有硬化能力，硬化後刀槍不入。在重製版於I市登場，和S市的綁架計畫同時，不費吹灰之力打敗數名A級以下的英雄，被閃光弗拉休刺穿所有眼珠後痛得大鬧，最後被龍卷榨乾後捏成一顆超大球的章魚燒而死。
腹切（Haragiri）
配音：田中完
災害等級：『不明』，但推測『鬼』以上（重製版登場）
重製版登場。原劍聖會幹部，容貌奸險的長髮劍豪，號稱能使用超音速的拔刀術。為追求力量與怪人協會勾結，服下怪人細胞變成怪人，威脅其他劍聖會成員也臣服怪人協會，企圖殺害原子武士卻反被對方切碎而死。
三羽烏鴉（The Three Crows）
災害等級：『鬼』（一共三隻，單隻為『虎』）（重製版登場）
怪人協會成員。身材高大的三腳烏鴉怪人，長有人類的手臂，似乎不會說人話。在重製版於C市登場，豪傑的手下，一共三隻，攔截了重傷要被送往醫院的武術家。曾經是豪傑的弟子，因為承受不住怪人化的力量而失去自我。被垂柳、史涅克以及馬克思聯手殺死。
免費抱抱怪（Free Hugger）
配音：手塚弘道
災害等級：『鬼』（重製版登場）
怪人協會成員。外表是長著人手腳的大型刺蝟怪人，球形的身上長著尖又密的刺，手中舉著「free hug」的牌子。在重製版於D市登場，和S市的綁架計畫同時，抗肉體攻擊的身軀一度讓水嫩嫩囚犯陷入苦戰，最後被對方硬是吃下傷害熊抱致死。
大胃王（The Great Food Tub）
災害等級：『鬼』
怪人協會成員。原作中為紅鬼外型的怪人，重製版的外型是長滿刺的巨型鬃獅蜥，食慾特強尤其愛吃人，但連怪人也吃，自稱吃一個怪人能解幾個小時的口腹之慾，打算將整個英雄協會的英雄吞噬殆盡。最後被豬神生吞而死。
魔長髮（Devil Long Hair）
災害等級：『鬼』
怪人協會成員。操縱鋼韌頭髮攻擊的男子，但頭髮也是他唯一的弱點。穿著非常華麗而浮誇的衣服，滿嘴厘語怪詞連怪人都不見得聽得懂。與原子武士的三個弟子：居合鐵、人妖鐮鼬、武士鑽對峙，最後因為頭髮全被切斷戰敗而死。
蓮蓬頭（Showerhead）
災害等級：『鬼』（重製版登場）
怪人協會成員。蓮蓬頭造型的半機械怪人，胸口有控制溫度和水量的旋鈕，兩腕是弧形鐵。可自體內製造各種危險液體，並從頭部放出高溫熱水、黏液或強酸攻擊敵人。有時候自己都不太清楚到底合成了什麼液體。在攔截入侵怪協的餓狼一役中被捲入龍級怪人養太大的波奇的颱風尾，被能量彈轟了個粉碎而死。
超耗子（Super Mouse）
災害等級：『鬼』（重製版登場）
怪人協會成員。實驗用白老鼠變成的壯碩的人形老鼠怪人，破壞力超群、速度非凡，更要命的是超再生能力，沒有完全切斷的部位都可以長回來。在攔截入侵怪協的餓狼一役中被捲入龍級怪人養太大的波奇的颱風尾，被能量彈轟了個粉碎而死。
一角（Unihorn）
災害等級：『鬼』（重製版登場）
怪人協會成員。螺旋結構的角狀人型怪人，螺旋紋路的縫隙中有數顆眼睛。動作迅速，用自己號稱世上最硬的角刺穿敵人。甚至能花點時間改變身體結構與密度，完全成為一隻最堅硬的角，讓盟友當成武器使用。在攔截入侵怪協的餓狼一役中招式被彈開飛往龍級怪人養太大的波奇被咬了粉碎而死。
邪眼（Evil Eye）
災害等級：『不明』，但推測『鬼』以上（重製版登場）
怪人協會成員。為披著斗篷的邪術師，沒有真正的頭和身軀，但是有雙嵌滿怪人眼睛的雙手，有著強大超能力的怪人。張望怪製造出遠呂智途中的產物，原本貧弱的超能力者被強制嵌上死去怪人們的眼睛後因為屍骸們怨念而大幅增強了，其念力可以輕鬆舉起數棟大樓。擔任怪協迎擊英協的第一道防線的指揮官，被龍卷打敗包成垃圾袋的樣子，隨後被其親手消滅殺死。
吸狂魔（Vacuuma）
災害等級：『鬼』（重製版登場）
怪人協會成員。人形象頭怪人，身上有許多印度風格裝飾，單行本改為身著西裝的象頭怪人。透過象鼻將對象吸進體內進行消化，再排遺出之前都可以使用對方的能力，並且可以堆疊大幅強化自己。在與水嫩嫩囚犯一戰中吞食所有失去戰意的怪人，但其強化後的攻擊都被水嫩嫩囚犯硬是扛下最後被反殺而死。
大樓爆趴（Building Booper）
災害等級：『鬼』（重製版登場）
怪人協會成員。為單行本修改後登場的怪人，外型為炸藥爆炸破裂裝置開關，能將自身的連結線與大樓連接一起並進行爆炸攻擊使建築物倒塌。原本將大樓炸毀以阻斷童帝的救援逃生路線，但被輕輕一推就打開被倒塌大樓壓住的下水道人孔蓋的埼玉連同大樓廢墟一起被推到高空中，墜落而死。

#### 成員（虎級怪人）
蜈蚣後輩（Centikohai-Junior Centipede）
配音：山口崇浩
災害等級：『虎』（重製版登場）
蜈蚣型怪人之一，因被蜈蚣前輩稱為「後輩」而得此名，外觀是長了一張人臉的蜈蚣。與捕人草於S市襲擊英雄協會高層父子的計畫中打頭陣，後雙雙敗在金屬球棒手下，所以引來了其前輩和另一怪人進攻金屬球棒。
捕人草（Venus Mantrap）
配音：杉崎亮
災害等級：『虎』（重製版登場）
捕蠅草型怪人。與蜈蚣後輩於S市襲擊英雄協會高層父子的計畫中打頭陣，後雙雙敗在金屬球棒手下。
毒泥水母（Sludge-Jellyfish）
配音：伊達忠智
災害等級：『虎』（重製版登場）
水母型的一團爛泥怪人，擁有液態型怪人獨有的防禦力、再生力和可塑性。在重製版於S市登場，在目睹金屬球棒意外倒下之後企圖上前擄走善子以增加人質的數量被餓狼阻止。趁餓狼與切割王、蟲神交手之際，將垂夫綁走作為人質。在童帝營救人質豪任幸之際與之交手，雖然物理和能量攻擊皆無效，被童帝灌入可燃油燒傷，後來援助邪惡天然水時，被抽乾體內油份和水分而死。
元帥猩猩（Marshall Gorilla）
配音：堀総士郎
災害等級：『虎』→『虎』級巔峰（重製版登場）
外表是穿著軍裝、抽雪茄的大猩猩怪人，身上綁著的香蕉形狀物體其實是雪茄，會使用藍波刀攻擊敵人。在重製版於W市登場，和S市的綁架計畫時與A級英雄重量金剛對峙並將其一面倒擊敗。宣稱在自己的災害等級升到鬼以上之前會持續狩獵A級以上的英雄，因此沒有馬上撤退在街上徘徊。後來巧遇進化之家的裝甲猩猩並認定對方是屈服於人類社會的怪人而單方面感到不爽，襲向裝甲猩猩卻被對方一拳打死。
電漿舞妓（Maiko Plasma）
配音：紡木吏佐
災害等級：『虎』(以上)（重製版登場）
外表是背著雷神鼓，手持鼓棒的藝妓怪人，能放電，電擊系的攻擊對其完全無效。在重製版於D市登場，和S市的綁架計畫時與電鯰男對上A級英雄雷光源氏並合力將其擊敗。最後在與水嫩嫩囚犯一戰中失去戰意，遭吸狂魔吞食而亡。與電鯰男是夫妻關係，同樣有二次變身型態。
於重製版二次修改後，被吸狂魔吞食時並未直接死去，後在水嫩嫩囚犯一擊打爆吸狂魔後被電鯰男救下並一同逃離怪人協會，之後下落不明。
電鯰男（Electric Catfish Man）
配音：不明
災害等級：『虎』(以上)（重製版登場）
長著人手腳的鯰魚怪人，腹部有電池的符號，能放電，電擊系的攻擊對其完全無效。在重製版於D市登場，和S市的綁架計畫時與電漿舞妓對上A級英雄雷光源氏並合力將其擊敗。最後在與水嫩嫩囚犯一戰中失去戰意，遭吸狂魔吞食而亡。與電漿舞妓是夫妻關係，同樣有二次變身型態。
於重製版二次修改後，在吸狂魔意圖吞食電漿舞妓時試圖救下她卻失敗，後在水嫩嫩囚犯一擊打爆吸狂魔後將尚未死亡的電漿舞妓救走，並以有種不好的預感為由帶著電漿舞妓一同逃離怪人協會，之後下落不明。
漁福瑞（Gyoffrey）
配音：木内太郎
災害等級：『虎』（重製版登場）
貌似肉球狀的彈塗魚怪人，長有四肢，下著草裙，手持魚簍和釣竿。突襲英雄協會醫院的怪人之一，被背心大師的擒抱撞飛出去而亡。
死亡彩蚴吸蟲（Destrochloridium）
配音：手塚弘道
災害等級：『虎』（重製版登場）
比手掌要小的微型怪人，身軀柔軟而變化多端，主要的行動模式是將手部化為堅硬的鑽頭鑽入人體並徹底寄生控制。但由於無法鑽破超合金黑光堅硬的身軀，而被其一掌打死。
瘋狂醫生魚（Mad Doctor Fish）
災害等級：『虎』（重製版登場）
擁有數顆單眼的食人魚怪物，迅速且兇猛，群體合計起來有虎級的威脅程度。張望怪將他們安置於邪惡天然水體內，成共生關係，部分已經被居合鐵殺死。
大眼子
災害等級：『虎』（重製版登場）
幫琦玉和閃光弗萊士帶路的怪人。受到驚嚇時眼睛會發光，而壓下頭上的角則會有「探照燈」、「恆溫器」和「X光」3種模式，後在爆滅前去回收「方塊」時被爆滅連同埼玉等人一同救出。本性善良，曾嘗試救走失去意識的閃光弗萊士。

#### 新人成員
由怪人協會成員邀請的武術家、罪犯，服下怪人細胞成為怪人的新加入成員。
莫山（Bakuzan）
配音：山口太郎
災害等級：『龍』（重製版登場）→『不明』（官方表示）
有著濃密且粗獷外表的巨漢人類武術家，流派為闇地獄殺人術。對盯上的獵物會毫不掩飾強烈的殺氣，據說手段相當殘忍，被譽為鬼一般的男人。
第二十二屆超級格鬥大賽參賽者，至今共有三回出賽經驗。過去曾兩度拿下優勝，被列為種子選手，在第二輪敗給埼玉。對垂柳滿懷忌妒心，認為怪人與人類巨大的實力差距，於是打算服下怪人細胞，為不讓垂柳也有強化的機會，將剩下的所有怪人細胞通通吃光，結果身體因承受不住突變的力量而倒地不起，後來意外怪人化成功，並痛毆已經負傷的垂柳。怪人化後對於怪人前輩的豪傑不以為意，然而豪傑立刻讓他見識到雙方在實力上的差距，使他願意歸順怪人協會，本身的實力是目前登場的龍級怪人裡最弱的，被讀者戲稱為龍級之恥。在豪傑離開之後對負傷的垂柳一連串殘虐地毆打，被趕來救援的埼玉一拳轟掉上半身秒殺，甚至埼玉還想不起來他是誰。
喬擇（Choze）
配音：利根健太朗
災害等級：推定『鬼』（重製版登場）
長相冷酷的高大男子武術家，流派為選民血統格鬥術。認為自己一族是被選中之人，手段相當兇殘。
第二十二屆超級格鬥大賽參賽者之一，初回參賽者，在第四輪敗給埼玉。在怪人協會入侵會場地脅持下，抱著對埼玉的復仇心服下怪人細胞。怪人化後身上長出榴彈外殼般的尖錐，頭上長出兩隻角，比其他怪人化的武術家還要強，頭上的角可以發射出能量彈。和垂柳一陣激戰之後不敵而被殺死。
伏登（Volten）
配音：村上裕哉
災害等級：推定『虎』以上（重製版登場）
幼時的雷擊意外造成超帶電體質，每一擊都帶著雷電的格鬥家。流派為雷雷拳。
第二十二屆超級格鬥大賽參賽者之一，至今共有四回出賽經驗，於第四輪敗給垂柳。在怪人協會入侵會場地脅持下，抱著想擊敗垂柳的慾望服下怪人細胞。身體各處爆發出電氣，頭部被電光所包圍。遭被垂柳扔過來的奔帕茨狠狠砸中而死。
哈姆吉（Hamukichi）
配音：拝真之介
災害等級：推定『虎』（重製版登場）
有著和善的臉孔和語氣，刻意把濃密的臉做成黃金鼠造型，卻滿身是傷疤的壯碩巨漢武術家。流派為向日葵道場的平易近人護身術。
第二十二屆超級格鬥大賽參賽者之一，初回參賽者，於第二輪敗給格林。在怪人協會入侵會場地脅持下，抱著對當下生活的厭倦及低收入生活，服下怪人細胞。變成一隻壯碩的人形倉鼠，胸口有著大大的「食む」字樣。被垂柳的肘擊正中顏面而死。
奔帕茨（Benpatsu）
配音：相馬康一
災害等級：推定『虎』（重製版登場）
特徵是頭頂紮著小辮子，上唇留著小鬍子武術家，流派為酷道流武術。
於流水岩碎拳道場踢館中被邦格留下來追究責任，逃過被餓狼痛宰的命運。以流派倖存者的身分參加第二十二屆超級格鬥大賽，初回參賽者，於第二輪敗給史涅克。在怪人協會入侵會場地脅持下，為保命而服下怪人細胞。被垂柳先一腳踹倒後被垂柳抓起他的辮子連同身體狠狠砸在怪人化的伏登身上而死。
羅吉（Rosie）
配音：今井文也
災害等級：推定『虎』（重製版登場）
戴眼鏡穿西裝的男子。主打心理戰，擅長誘騙戰術的武術家，流派為心理分析格鬥戰術。
第二十二屆超級格鬥大賽參賽者之一，初回參賽者，於第二輪敗給肥肥。在怪人協會入侵會場地脅持下，本來被送往醫院當被豪傑所帶來怪人鳥手下抓回來並再度丟回比賽擂台上，並沒有昏過去，為保命而服下怪人細胞。身軀變得壯碩，脊骨突出，變成怪人後將比賽中秒殺自己的肥肥扔飛出去，隨後馬上被人類狀態的喬擇扭斷頸部而死。
臭蓋爺
配音：不明
災害等級：推定『虎』（重製版登場）
臭蓋獄罪犯。最老的罪犯，擁有用簡單的材料製作危險藥品的能力，多以隔岸觀火的態度看待臭蓋獄中的其他人，消磨餘生。
在喵恩入侵臭蓋獄時吃下怪人細胞投誠怪人協會，想要殺死水嫩嫩囚犯，最後在怪人協會戰役中被追擊喵恩的水嫩嫩囚犯意外壓死。
貝斯·B
災害等級：推定『虎』（重製版登場）
臭蓋獄罪犯。身體由各種罪犯強壯的肉體拼湊成，因臉上有像棒球的縫線而得名。
故意和索尼克撞肩膀挑釁反害自己脫臼。在喵恩入侵臭蓋獄時吃下怪人細胞投誠怪人協會，想要殺死水嫩嫩囚犯，最後在怪人協會戰役中被追擊喵恩的水嫩嫩囚犯意外壓死。
破壞專家約翰
災害等級：推定『虎』（重製版登場）
臭蓋獄罪犯。中年大叔外型，氣力驚人。想揍索尼克卻被其替身術陷害導致指骨全毀。
在喵恩入侵臭蓋獄時吃下怪人細胞投誠怪人協會，想要殺死水嫩嫩囚犯，最後在怪人協會戰役中被追擊喵恩的水嫩嫩囚犯意外壓死。
絕技邁爾
災害等級：推定『虎』（重製版登場）
臭蓋獄罪犯。武術家，曾單槍匹馬、赤手空拳攻進並搶劫銀行金庫，第一個直接被送進臭蓋獄的罪犯。
想攻擊索尼克卻被反制，哀號聲還驚動到水嫩嫩囚犯，引起整座監獄一陣恐慌並遭到其他囚犯的怪罪。在喵恩入侵臭蓋獄時吃下怪人細胞投誠怪人協會，想要殺死水嫩嫩囚犯，最後在怪人協會戰役中被追擊喵恩的水嫩嫩囚犯意外壓死。

### 組織（暫稱）
機神G4（G4）
配音：木内太郎
災害等級：『鬼』。活動範圍M市。原作為機神茲希莫夫。
為組織所製造的機器人，被派遣來殺死KING，背上像法輪的東西可變形成一把巨劍。在KING使用尿遁逃逸時，戰鬥對手成為傑諾斯。巨大的外殼被傑諾斯以焚燒熔毀後，從內部爬出了個頭相當小的本體，使用密集的雷射光束攻擊，而後被傑諾斯用計擊敗，被擊毀後殘缺的頭部組件被傑諾斯拿去當作升級的零件。
機神G5（G5）
災害等級：『鬼』。
為組織所製造的機器人，被派遣來支援怪人協會，和G4一樣有顆單眼，造型有如武士一般，並且和G4一樣擁有小型的本體。其強大的運算能力能解析對手的招式，並使出強大且無視人類關節可動範圍的高速斬擊。幫怪人協會生擒暴花戶派來的傭兵隊而得到怪人協會的信任，被遠呂智拆成碎片的金屬騎士的零件回收。和神風交鋒之後不敵逃走，在驅動騎士擊敗喵恩後現身，打算襲殺賽艮加爾以滅口時被突襲的傑諾斯秒殺。

### 其他怪人
神明（God）
災害等級：推定『神』。
高維度的存在，擁有輕鬆創造並命令一大群龍級怪人來做為使徒的能力。在流浪漢皇帝精神世界裡出現的如謎一般的存在，流浪漢皇帝的強大就是其所賦予。也曾在地球地心和月球表面現身，似乎沒有固定形體和大小，外表普遍為由類似植物藤蔓所構成的巨大人型生物。根據地底人的壁畫預言，怪人王遠呂智其實是用來召喚、獻給神明的祭品。在故事中目前與S級英雄中的爆滅同為傳說般的存在，可能象徵著地球意志。重製版201話中派遣「大怪蟲蜈蚣仙人」、「邪惡海洋水」來消滅與神明作對的邪惡之拳，並給與了餓狼進化的力量。疫苗人可能也是順應其消滅人類文明的意志而誕生。
暴走瘋狂生化人
災害等級：推定『龍』。
傑諾斯與庫森博士的談話中出現，毀了傑諾斯的故鄉一切的元凶。被驅動騎士認為是由金屬騎士所創造。
疫苗人（Vaccine Man）
配音：中尾隆聖
災害等級：『龍』。活動範圍為A市。
因為人類汙染地球而誕生的怪人，自稱是順應地球的意志而生，要代表地球消滅身為病菌的人類，可能也是神明的使徒之一。頭上長著兩根觸角，擁有飛行能力，憤怒時會變身成像昆蟲的外形，體型和攻擊力也會隨之增大。一登場時便以巨大光球毀滅A市，光是光球的邊緣就能擊退A級以下的英雄，甚至使英雄協會被迫派出數名S級英雄應戰，但最後被埼玉一拳秒殺。在KING的回憶中出現，是造成他強大傳言的推手之一。
此角色是惡搞《麵包超人》的細菌人，就連聲優也是請細菌人的聲優來配音。
蟹爪蘭帝（Crablante）
配音：徳本恭敏
災害等級：『虎』。
因為螃蟹吃太多而變異的怪人。在本傳三年前出現，獵殺「下巴像屁股一樣裂成兩邊的小孩」時與尚未練出超人力量的埼玉對上，而後被埼玉用領帶綁住眼睛用力拉扯出體內器官而亡。
臭老臉與光頭猩／天才與筋肉兄弟（FUKEGAO・MARUGORI）
配音：鈴木琢磨〈哥哥〉、浜添伸也〈弟弟〉
災害等級：『鬼』（實際上為『龍』級災害）。活動範圍為D市和B市。
哥哥是科學家，研發出強力增長藥劑「二頭肌之王」，讓弟弟吃下後變成與山一樣高的巨人，想以智慧與肉體征服世界。哥哥臭老臉在光頭猩要打死肩上的埼玉時，意外拍錯邊而慘死；弟弟光頭猩則是被埼玉一拳秒殺，倒下的同時造成B市毀滅。在KING的回憶中出現，是造成他強大傳言的推手之一。
無限昆布（Kombu Infinity）
配音：內藤有海
災害等級：『虎』以上，可能是『鬼』級。活動範圍Z市。
全身漆黑頭頂長滿海帶的人型怪人，海帶異常堅硬且可以任意伸長。因為無人街強大怪人傳言慕名而來的怪人，先後擊倒了負責偵查Z市無人區的A級英雄黃金球與彈簧鬍子，最後不幸遇上剛好沒買海帶的埼玉，被埼玉打敗並拔掉海帶去煮海帶湯。
長舌爾（Tongue-Stretcher）
配音：野坂尚也
災害等級：『狼』。活動範圍M市。
太過喜歡爬蟲類而變成蜥蜴型怪人，迫切的找人交配；被路過買遊戲的KING所發出的氣場嚇到自動認輸。在被協會抓走後謊稱雖被KING擊敗但仍存活，因此被其他怪人崇拜。其後被關在協會總部的地下牢籠；雖然因為龍卷和吹雪的戰鬥打破牢籠而逃出，但不久又受戰鬥波及被秒殺。
巨大烏鴉（Giant Crow）
災害等級：『鬼』
似乎是被埼玉的頭反光吸引而撞進KING家，最後被埼玉一拳爆頭。
章魚爪男（Octopus Claw Man）
災害等級：『虎』
在KING的回憶中出現，造成KING左眼三道傷的原因，被還有頭髮的埼玉苦戰後擊殺。
原始人蘇彭（Suppon）
配音：山口崇浩
災害等級：『虎』
在冰層中被發現的原始人，被協會解凍復活卻逃出來亂傷人。雖然被指名要活捉，仍被甜美假面以寸拳爆頭擊殺。
鬥牛蛙（Fighting Bull-Frog）
災害等級：『虎』
重製版登場。於史涅克的回憶中出現，從地底鑽出，已經被史涅克解決。
猛男啤酒漢（Pot Bellee）
災害等級：『狼』
英雄協会地下13階監禁的怪人。雖然因為龍卷和吹雪的戰鬥打破牢籠而逃出，但不久又掃到颱風尾被秒殺。
食人水豚（Man-Eating Capybara）
災害等級：『虎』
英雄協会地下13階監禁的怪人。雖然因為龍卷和吹雪的戰鬥打破牢籠而逃出，但不久又掃到颱風尾被秒殺。
雙頭野槌蛇（Twin-Headed Tsuchinoko）
災害等級：『鬼』
英雄協会地下14階監禁的怪人。雖然因為龍卷和吹雪的戰鬥打破牢籠而逃出，但被埼玉阻止並連同同一層的其他鬼級怪人通通被殺光。
劍山鼠（Kenzan Rat）
災害等級：『鬼』→『龍』
外貌類似巨型刺蝟。突然出現在H市並把東側瀕臨毀滅，同時也把鄰市趕來的英雄、警察、消防隊都全滅。其後金屬球棒趕來正要跟牠戰鬥時，卻被試圖打敗埼玉的龍卷順道轟殺掉。
豬豬撲MAN（Piggy Bancon）
配音：上田燿司
災害等級：『狼』（重製版番外篇「200圓」中登場）
守財奴變成的怪人，造型是小豬撲滿長出手腳。興趣是逼別人把硬幣投進他身體裡，衝撞力道非常可怕。埼玉12歲就讀初中時出現，曾重傷當時還只是中學生的埼玉，之後被軍方制伏，由此可知怪人與人類之間的力量差距十分巨大，即使只是狼級怪人一般人也非常難對付。
雪人怪（Giant Snowman）
配音：浜添伸也〈小〉、上田燿司〈大〉
災害等級：『鬼』（重製版番外篇「200圓」中登場）
被遺忘在山裡的雪人變成的怪人，數個小的會集合成一個大的，目前最大紀錄高達一千公尺，非常危險。已經被埼玉解決。
向惡葵（Himawari）
災害等級：『狼』（重製版番外篇「磨練自己」中登場）
不希望夏天結束的念頭孕育成的怪人，喜歡昆蟲採集、海水浴和雜貨店的冰棒。搶雜貨店的時候被路過的未禿頭的埼玉擊殺。
電燈拉繩的化身（Personification Of A Light Pull Cord）
災害等級：『虎』（重製版番外篇「磨練自己」中登場，動畫版有出現在埼玉的回憶中）
頭上爆滿青筋的拳擊怪人。自稱是把電燈拉繩當假想敵練拳過度而變成的『神』級怪人，與尚未禿頭時的埼玉交戰時，把埼玉的蛀牙打掉後被一拳秒殺。
十七萬年蟬幼蟲（170,000-Year Magicicada Nymph）
災害等級：『鬼』（重製版番外篇「夏天」中登場，動畫版有出現在埼玉的回憶中）
活動範圍Z市。額頭長著嬰兒臉的昆蟲型怪人，只能在地面爬行。被在避難所找不到廁所而衝出牆外（徒手砸破牆壁）解放、尚未禿頭的埼玉一拳秒殺。
十七萬年蟬成蟲（170,000-Year Magicicada Adult）
災害等級：『鬼』（重製版番外篇「夏天」中登場）
活動範圍Z市。額頭長著成人臉的昆蟲型怪人，有翅膀可飛行。已經被埼玉解決。
扇風鬼（Demonic Fan）
災害等級：『鬼』（重製版番外篇「撲面而來的清新的空氣」中登場）
電風扇型怪人，似乎扇葉才是本體，在它強風的吹襲之下連呼吸都有困難，最大風速連水泥牆都能粉碎。獨自擊敗吹雪在內的整個吹雪組，被龍卷解體後又自行組合，後被埼玉一拳秒殺。有可能來自「組織」。
迪羅倫（Delorean）
災害等級：『虎』（重製版番外篇「什麼是買不來的」中登場）
巨型爬蟲類怪人，表皮堅硬銳利，體液則有強烈的腐蝕姓。登場時已經被埼玉一拳秒殺，但是其屍體仍然非常危險，被路過的十字鍵、喪服吊帶褲拉起封鎖線交由協會處理。
三眼鬼魂（Three Eyed Ghost）
災害等級：『虎』（重製版番外篇「鮭」中登場）
三眼四手的漆黑怪人，由對於職場的怨念集合孕育而成，在商業區出現後便不斷破壞辦公大樓。散發出的特殊氣體會誘導人在不自覺中自殺。已被埼玉解決。
奇襲梅（Surprise-Attack Plum）
災害等級：『鬼』（重製版番外篇「豬排飯」中登場）
活動範圍Z市。全身像梅子般凹凸不平的光頭肌肉怪人，擁有偽裝和射出梅核作砲彈的能力。曾酒駕被捕想向警察復仇而變成怪人。被埼玉一拳打死並讓功給警察。
灰熊貓（Grizzly Nyah）
災害等級：『鬼』（重製版番外篇「尋找貓」中登場）
貓型怪人。某英雄協會職員私下飼養的生物，脫逃後在野外自行繁殖。為了掩人耳目總共招集七位以上的英雄，母體被埼玉一拳爆頭秒殺。傑諾斯所接到的秘密消滅行動和埼玉受委託找協會高層小孩遺失的貓的任務時間完全重疊；埼玉找的那隻貓同樣在外面生了幼貓。
千兆奇岩（Gigakigan）
災害等級：『鬼』（重製版番外篇「龍卷的休假日」中登場）
由埋在岩漿中的能量經千年所形成，宣稱要為被人類開採的礦物同胞報仇。被龍卷秒殺。
熱狗（Hotdog）
災害等級：『狼』（重製版番外篇「龍卷的休假日」中登場）
原本和C級英雄裝甲股長對上，被趕來的龍卷搶先秒殺。
地獄三頭龜（Game-Berus）
災害等級：『鬼』（重製版番外篇「品味」中登場）
因為被人類厭倦而沖進下水道的寵物龜，突變成三頭巨龜對人類展開報復，被參加英雄制服選拔的埼玉一拳擊殺。
蠅虎儺（Jumping Spider）
災害等級：『鬼』。（重製版番外篇「數字」中登場）
寄生型的小蜘蛛爬進人耳後突變成的上人下蜘蛛的怪人，人形的部分肉體戰力為402，蜘蛛部分的戰力則高達6999；吐出來的絲線足以從A級的大哲人手中把厚重的哲學書搶走。人形被傑諾斯以燒毀砲消滅，蜘蛛則被埼玉一拳爆肚擊殺。後其體內蘊涵的大量寄生型小蜘蛛一湧而出，被吹雪以超能力消滅。
鱗獸（Scaledon）
災害等級：『鬼』（重製版番外篇「戰隊」中登場）
全長164公分，重100公斤的巨型穿山甲怪人。從英雄協會的研究機構中逃脫，逃脫時比起當初只有狼級的實力相比已大幅成長。由於其血液中驗出能使醫療突破性發展的成分，為了不使其落入他人手中，派出連同埼玉在內的五位B級英雄，指定活捉,不過這其實是上級的藉口，真正的目的是因為有買家願意高價收購鱗獸身上的鱗片，而這些鱗片就算剝掉也可以經由補充營養後再生，上級打算獨佔這棵搖錢樹。卻因為戰略失當導致所有人被吞入其體內，最後由埼玉從體內一拳打爆而亡。
白鯊次郎（Lord Great White）
災害等級：『鬼』（重製版番外篇「抓住＆砸碎」中登場）
海人族唯一的殘黨，鯊魚外型的海人族。躲進池塘中獵食魚蝦儲備體力，甚至吃掉被稱為池之主的大魚，想自立為深海王第二，被埼玉一拳擊殺。
黑烘焙（Black Roast）
災害等級：『虎』（重製版番外篇「災害等級」中登場）
頭部是咖啡研磨機的怪人，會噴出濃度極高的咖啡因霧氣讓人失眠，被A級英雄空氣解決。
肌肉蘿蔔（Macho Daikon）
災害等級：『鬼』（重製版番外篇「災害等級」中登場）
長著人臉與手腳的巨大白蘿蔔怪人，被微笑俠三兄弟聯手解決。
瘦比巴豆芽菜（Withered Sprout）
災害等級：『龍』（重製版番外篇「災害等級」中登場）
長著人臉與手腳，看似纖瘦貧弱的豆芽菜怪人。出現最初的評級為『狼』。患有末梢冰冷症，進而衍伸出放出冷氣瞬間凍結大範圍的恐怖能力。擅長扮豬吃老虎，趁英雄鬆懈時一口氣解決對方。解決掉微笑俠三兄弟後，由於冷凍了埼玉的烤番薯，被對方一氣之下一拳秒殺。由於災害等級的評定錯誤，又遇上龍級怪人遭不知名的英雄隨便秒殺，協會方面選擇冷處理，將憔悴豆芽的官方災害等級升為虎，藉此息事寧人。
汽車人649Z MK II（Super Custom YO649Z Mk.II）
配音：後藤弘樹
災害等級：『虎』（動畫版第一集登場）
在向埼玉挑釁時嘲笑對方光頭，觸犯到埼玉的底線而難逃被一拳解體的命運。
古代王（Ancient King）
配音：後藤弘樹
災害等級：推測『龍』（動畫版第十集登場）
與地底王、深海王、天空王、冥界王、森林王等怪人齊名。恐龍族，日本大怪獸電影風格的怪人。從冰層中甦醒，擁有從口中吐出能量球攻擊的能力，能承受軍方飛彈的轟炸。被龍卷召喚來的隕石砸死。
冥界王普魯豬（Pluton）
配音：上田燿司
災害等級：『龍』（動畫版第十二集末登場）
與地底王、深海王、天空王、古代王、森林王等怪人齊名，災害等級為六王中最高。外表長得像布製的豬公，手持三叉戟和大餐刀的巨大怪人，以鼻子的強大吸力破壞Y市，最後被埼玉一拳打死。
黑暗金魚（Fish of Darkness）
配音：下山吉光
災害等級：『狼』。通緝犯：A級。（OAD番外篇「成為英雄的道路」中登場）
高利貸企業「壞笑錢莊」擁有者，奪取人們的地盤而享受樂趣。看似頭帶凸眼金魚面罩，身穿虐待狂暴露裝的變態，手持鞭子，可以從嘴裡吐出鵝卵石似的東西攻擊。以作品中從人類變成怪人明確的解說為擁有強大執念下有機率會變為怪人。以每月房租為代價，一直以來以埼玉未禿時住的公寓為據點為惡，被埼玉揪出後因為房東的包庇得以繼續存活，在隕石篇也幸運沒受隕石碎片波及，繼續以公寓為據點放高利貸。
面部美容男（Men's Esthetician Man）
配音：手塚弘道
災害等級：『狼』。通緝犯：B級。（OVA番外篇01「過分暗中接近的影子」中登場）
擁有發射面膜霜使人臉部肌膚劣化的能力，曾被埼玉給逮捕，再次登場已經怪人化並尋找著埼玉，但被誤認為是偷薯條的小偷而被一拳打死。

### 其他罪犯
槌頭（HAMMERHEAD）
配音：高木涉
罪犯階級：B級。
原光頭暴力集團「桃源團」首領。主張不用工作也能生活，靠著從「組織」偷來的特殊戰鬥服到處做惡。準備砸毀富豪錢尼爾家時被索尼克打倒，僥倖撿回一命後被埼玉一擊打碎戰鬥服、又被追擊的「組織」殺害，兩次頭部的致命傷害都因為腦殻特別厚而逃過死劫。其後決定去企業面試。
大鐵
罪犯階級：A級。
暴力集團「鐵拳」的首領。受到A級英雄菲薩的追查，便將其誘騙至陷阱打算一勞永逸，在莫名捲入埼玉和龍卷的戰鬥後被埼玉一拳打飛其集團也因此全滅。
臭蓋爺
原人類罪犯，後服下怪人細胞投誠怪人協會。請參照怪人協會「#臭蓋爺」。
貝斯·B
原人類罪犯，後服下怪人細胞投誠怪人協會。請參照怪人協會「#貝斯·B」。
破壞專家約翰
原人類罪犯，後服下怪人細胞投誠怪人協會。請參照怪人協會「#破壞專家約翰」。
絕技邁爾
原人類罪犯，後服下怪人細胞投誠怪人協會。請參照怪人協會「#絕技邁爾」。
巴內羅
罪犯階級：C級（重製版番外編「撲面而來的清新的空氣」中登場）
身穿帽T、使用汽油彈攻擊的縱火犯，本來是調酒高手，技術被運用在扔擲汽油彈上；最後被吹雪組圍毆擊敗逮捕。名字來自義大利的一座酒莊。
牛牛
罪犯階級：A級（重製版番外編「什麼是買不來的」中登場）
強盗團「牛胃」首領。氣力驚人，能一口氣擊敗喪服吊帶褲和十字鍵的雙人組合。被埼玉擊敗逮捕。
「堅韌兄弟」牿牿·犢犢
罪犯階級：B級（重製版番外編「什麼是買不來的」中登場）
強盗團「牛胃」的主要成員。牿牿頭罩黑色毛線帽，在搶劫中負責開車。挾持人質的工作則由身穿連帽衣的犢犢負責。被埼玉擊敗繩之以法。
頓·帕奇諾（Don Pacino）
配音：上田燿司
罪犯階級：C級（OVA番外篇02「話太多的弟子」中登場）
帕奇諾家族首領，身材矮胖的男人，手持雙左輪。其家族為荷槍實彈的六人犯罪集團，會對勢力範圍內的居民索取高額保護費。被傑諾斯打敗。
戴森（Dyson）
配音：長谷川芳明
罪犯階級：不明（OVA番外篇02「話太多的弟子」中登場）
颱風一家的二把手，瘦高的白髮男子，被傑諾斯從帕奇諾家族手中救出。
連續炸彈狂（Serial Bomber）
罪犯階級：A級（OVA番外篇05「關係過雜的姊妹」中登場）
著緊身黑衣，外罩無袖羽絨夾克，戴墨鏡，紮著導火線髮髻的犯罪者。最後被重量金剛制伏，卻在列車上留下大量炸彈，設定於Z市車站引爆。其形象來自經典遊戲角色炸彈人。

## 忍者之里
音速索尼克（Speed-O'-Sound Sonic）
配音：梶裕貴
罪犯階級：S級。
25歲。身高174cm。忍者之里的忍者，自稱「最強的忍者」，被稱為終結的第44期訓練生殘存者，和英雄方的閃光弗萊士、怪人方的疾風的溫德、業火的弗雷姆皆為忍者之里出身的忍者。和弗萊士曾經是朋友，兩人打算一起消滅慘無人道的忍者培養組織，自幼年時期便被忍者培養組織練就高超的身手，身體擁有高強的適應力和忍耐力，曾因此逃過弗萊士的暗殺，平常主要受雇從事暗殺和護衛的工作。
梳成古代髮型(反折馬尾)的黑色長髮，雙眼眶下緣有紫色臉部彩繪，配戴紫色圍巾和身著有鐵環的忍者黑色緊身衣裝。後來髮髻被傑諾斯斬斷後有段時間是短髮，在重製版226話再次出場時已經變回原本的髮型了。擁有S級英雄的實力，喜歡與強者對決速度極快，使用忍者刀與大量的暗器。總是沉浸於自己的招式之中，有時會露出詭異的笑容。
初遇埼玉便出手攻擊對方，但瞬即被埼玉看破攻勢，自覺長期以來透過優異身手累積的自尊心受打擊，再度出擊反因墜落時觸及埼玉握緊的拳頭，意外導致胯下被擊中，此後將埼玉當做勁敵並欲圖超越對方。曾因被埼玉打敗而被送進監獄，但跟英雄水嫩嫩囚犯一起越獄，後與深海王對戰但未分出勝負。吹雪事件中，與傑諾斯打得不分上下，後埼玉使出「必殺認真系列」認真反覆側步跳被打敗。遇到到怪人協會的溫德和弗雷姆，決定服下怪人細胞，卻是煎熟後食用，不但怪人細胞失去效用，還吃壞了肚子。
怪人協會戰役落幕後實力有驚人的成長，有辦法勉強和弗萊士打成平手，其後和弗萊士一起合作剿滅天忍黨的成員。
目前是極少數能從埼玉的「認真系列」存活的人物之一。
閃光弗萊士
忍者之里的忍者，終結的第44期的訓練生第一名，與終結的第44期事件有關。請參照S級英雄「閃光弗萊士」。

### 天忍黨
(原作為忍天黨)
那位大人
天忍黨首領及成立忍者之里的最強忍者，至少活了三百歲，15年前被爆滅擊敗後昏迷不醒，15年後醒來，決定對付閃光弗萊士和向爆滅報仇。後不幸遇到埼玉，被其打倒在地，全身武器全被搜刮。
在重製版中揭露其真名為「虛空的弗伊德」，過去是與爆滅一同尋找方塊的同伴，在怪人化後便不允許其他人直呼他的名字。
疾風溫德
怪人協會幹部候補。忍者之里的忍者，黃金的第37期訓練生，後服下怪人細胞投誠怪人協會。請參照怪人協會「疾風溫德」。
業火弗雷姆
怪人協會幹部候補。忍者之里的忍者，黃金的第37期訓練生，後服下怪人細胞投誠怪人協會。請參照怪人協會「業火弗雷姆」。

## 武術家
鵪鶉仔（CHARANKO）
配音：增田俊樹
邦格道場門下的弟子。性格單純略輕浮(チャラい)，拜師原因是想受歡迎、實力非常弱的普通青年，非常尊重邦格及「流水碎岩拳」的名譽。
在道場弟子們被原首席弟子餓狼的亂來而被打得紛紛退出道場的時候，因翹課而逃過一劫，最終成為了道場僅存的唯一弟子（自稱首席弟子）。雖然很弱但還是為維護流派的名譽而與餓狼戰鬥，結果慘敗。
崩普（BOMB）
配音：福松進紗
「旋風鐵斬拳」的宗師，為流水碎岩拳宗師邦格的兄長，兩人並稱為武術界的兩大泰斗，有雙人合體技「旋風流水・轟氣空裂拳」以及「交牙龍殺拳」。
本身實力在邦格之上，和邦格同樣愛才且會勉勵年輕人。接受邦格的請求，向數百名弟子道別後隨同邦格去阻止餓狼的惡行。
苦蟲（SOURFACE）
配音：山本格
重製版登場。班古道場門下的第二徒弟，被餓狼暴打一頓後退出，並自立苦蟲流拳法。身材魁武，面目猙獰，一張大臉上五官卻全集中在中央，實際年齡比外表年輕很多。私底下的裝束戴著粗框圓眼鏡，視力不佳，平時需要戴眼鏡視物，比武時由於拿掉眼鏡需要瞇眼看東西，面容才因此顯得凶狠，所以大賽期間才沒能識破埼玉的偽裝。
第二十二屆超級格鬥大賽參賽者之一，初回參賽者，於第二輪戰勝弱面、第三輪敗給埼玉。因為沒服下怪人細胞，被豪傑的弟子三羽烏鴉打倒。
垂柳（SUIRYU，水龍）
配音：松風雅也
重製版登場人物。深膚色長髮開朗青年武術家，穿著一身全黑的武術服，流派為冥躰拳。行事風格輕浮，希望能逍遙自在愉快度日，不喜歡聽命行事。實力可以一擊打敗A級英雄和虎級怪人，不加入英雄協會的原因，認為英雄只是拿來聽從命令做善事，實力都沒什麼很好。有相當好的才能天賦，修行時代似乎都是隨便應付師父，也輕鬆練出不凡的武術能力。
第二十二屆超級格鬥大賽參賽者，過去曾拿下四連霸，認為既然都要打，想跟更強的人一較高下。觀看埼玉的比賽後，認為埼玉會是他的決賽對手，也向埼玉效仿一擊秒殺對手，還刻意將招式限制在踢技。被列為種子選手，於第二輪戰勝麥斯、第三輪戰勝史涅克。在決賽中因見識過埼玉力量後不願罷休想拿出全力拚勝負，但所有攻擊都無效最後被埼玉撞飛，對他產生前所未有的衝擊，後琦玉因帶假髮違反規則，幸運的得到武術家冠軍。
在豪傑闖入大賽現場後，擊敗所有怪人化的武術家受到豪傑的勸誘加入怪人協會，但卻以不想變成豪傑那般醜陋的模樣為理由拒絕，結果是被豪傑一面倒的壓制。後來由於馬克思和史涅克的協助稍有喘息的機會，與他們一同擊倒豪傑的怪人鳥手下後，正要轉身逃走卻遭怪人化的莫山攔截，被痛毆致半殘暈厥且感受強烈的恐懼，最後親眼見證埼玉以壓倒性的實力瞬間解決莫山和豪傑，想拜師於埼玉門下但被對方很乾脆地回絕掉。
在番外篇急不及待中，即使受傷住院期間仍努力不懈地鍛練，並說出自己新的人生目標是要成為英雄。
雜魚斯（ZAKKOS）
配音：竹田海渡
重製版登場。長相俊秀的青年，留著秀麗的長髮戴著墨鏡，身穿華麗的武術服，流派為豬突猛真拳。私底下的裝束其實非常龐克，和比武時秀氣的容貌有很大的反差。
第二十二屆超級格鬥大賽參賽者，在第一輪敗給埼玉。因為沒服下怪人細胞，被豪傑的弟子三羽烏鴉打倒。
鈴鈴（RING-RING）
配音：紡木吏佐
重製版登場。頭頂和兩耳各掛著四個鈴鐺的女孩，流派為掌鈴拳。女子格闘界的第一人，因為沒有對手可以戰鬥而參加格鬥大賽。
第二十二屆超級格鬥大賽參賽者，唯一的女性選手，至今共有兩回出賽經驗，在第一輪敗給麥斯。因為沒服下怪人細胞，被豪傑的弟子三羽烏鴉打倒。之後在醫院出場，對怪人協會感到害怕。
格林（GATLING）
配音：山口崇浩
重製版登場。穿著連帽上衣，雙手捆滿繃帶的男子，衣服上有格林機槍的圖案。流派為數擊當流術，擅長高速連打。
第二十二屆超級格鬥大賽參賽者，至今共有四回出賽經驗，於第三輪敗給伏登。因為沒服下怪人細胞，被豪傑的弟子三羽烏鴉打倒。
明太（MENTAI）
配音：若山晃久
重製版登場。鼻樑貼著OK繃，臉上有十字形傷疤的青年，衣服上有辣椒的圖案。流派為香辛拳，攻擊方式是把具強烈刺激性的香料塗在手上，瞄準敵人眼睛攻擊。
第二十二屆超級格鬥大賽參賽者之一，至今共有六回出賽經驗，於第二輪敗給喬擇。因為沒服下怪人細胞，被豪傑的弟子三羽烏鴉打倒。
弱面（JAKUMEN）
配音：藤井隼
重製版登場。有著大鼻子，洋蔥髮型的巨漢。流派為GIGA職摔。
第二十二屆超級格鬥大賽參賽者之一，初回參賽者，於第二輪敗給苦蟲。被怪人化後的喬擇為了測試力量而被一擊打飛而倒下。
巴茲茲（BAZUZU）
重製版登場。留著莫西干頭的壯碩男人。流派為巴茲茲核爆拳，至今勝負都是在九十秒以內決出，號稱有一擊打倒對手的破壞力。
第二十二屆超級格鬥大賽參賽者，至今共有三回出賽經驗，於第二輪敗給伏登，本來被送往醫院，但被豪傑的弟子三羽烏鴉抓回來並再度丟回比賽擂台上，但已經昏迷不醒。
肥肥（DAVE）
重製版登場。穿著吊帶褲的肥碩巨漢。流派為巨漢流壓殺法，擁有驚人的跳躍力，攻擊方式是用重力加速度壓殺對手。
第二十二屆超級格鬥大賽參賽者，至今共有三回出賽經驗，於第三輪敗給喬擇，本來被送往醫院，但被豪傑所帶來怪人鳥人手下抓回來並再度丟回比賽擂台上，但已經昏迷不醒，後來被怪人化後的羅吉扔出去。
莫山
原人類武術家，後服下怪人細胞投誠怪人協會。
請參照怪人協會「#莫山」。
喬擇
原人類武術家，後服下怪人細胞投誠怪人協會。
請參照怪人協會「#喬擇」。
伏登
原人類武術家，後服下怪人細胞投誠怪人協會。
請參照怪人協會「#伏登」。
哈姆吉
原人類武術家，後服下怪人細胞投誠怪人協會。
請參照怪人協會「#哈姆吉」。
奔帕茨
原人類武術家，後服下怪人細胞投誠怪人協會。
請參照怪人協會「#奔帕茨」。
羅吉
原人類武術家，後服下怪人細胞投誠怪人協會。
請參照怪人協會「#羅吉」。
薛力古
A級英雄，流派為蛇咬拳。第二十二屆超級格鬥大賽參賽者，至今共有六回出賽經驗，於第二輪戰勝奔帕茨、第三輪敗給垂柳。:
請參照「蛇咬拳的史涅克」。
麥斯
A級英雄，流派為HYPER空手道。第二十二屆超級格鬥大賽參賽者，初回參賽者，於第一輪戰勝鈴鈴、第二輪敗給垂柳。
請參照「極限閃電」。
水虎
垂柳的妹妹。
水橋／水鳥
垂柳和水虎的師傅，現今已死。

## 劍聖會
日輪（NICHIRIN）
配音：不明
重製版登場。劍聖會幹部，劍豪之長，眼睛時常閉上，外貌是滿臉皺紋的粗曠老人。負責保管代代相傳的秘劍「日輪」。參與怪人協會戰役時，被G醜陋大總統溶解雙腿，戰後存活並接駁了義肢。
天晴（AMAHARE）
配音：相馬康一
重製版登場。劍聖會幹部，貌似黑人的劍豪，帶著眼鏡。參與怪人協會戰役時，被G醜陋大總統殺死。
殘梅（ZANBAI）
配音：拝真之介
重製版登場。劍聖會幹部，頭上有三道傷疤的光頭劍豪。參與怪人協會戰役時，被G醜陋大總統殺死。
腹切
重製版登場。原劍聖會幹部，為取得更強力量服下怪人細胞並威脅劍聖會投誠怪人協會，請參照怪人協會「#腹切」。
神風
劍聖會幹部，請參照S級英雄「#原子武士」。
居合鐵、人妖鐮鼬、武士鑽
劍聖會成員，神風的弟子，實力不足只能在外留守。請參照A級英雄「#居合鐵」、「#人妖鐮鼬」、「#武士鑽」。
彈簧鬍
劍聖會成員，日輪的弟子，身分還未及能出席的程度。請參照A級英雄「#彈簧鬍」。
雨打
重製版登場。天晴之女，穿著如中東服飾的服裝，為新生劍聖會成員。
紫藤
重製版登場。殘梅之子，臉上有1道疤，為新生劍聖會成員。

## NEO HEROES
怪人協會一事後，由於英雄協會受到大量投訴與批判及不少負面傳言，因而失去大量人心下出現並欲取代的新英雄組織
布魯（BLUE）
「NEO HEROES CLUB OF THE CITY 」的創辦人，為爆滅之子。
阿克塞爾（Accel）
民間英雄團體「HUNTERS」的領袖，極度不信任英雄協會，認為其大限將至。
雷電（Raiden）
有著常人兩倍身高，渾身肌肉的巨漢。等級為橫綱，在相撲界有著七百連勝的紀錄，被譽為最強力士。流派為超相撲。受英雄協會邀請，卻一口回絕，表示已和「NEO HEROES」簽約，本身對英雄協會也非常不信任。
維碧佳莎（Webigaza）
原超人氣女偶像歌手，有著狂熱的粉絲群，曾在演唱會上讓數千名粉絲爆走，引發社會問題。渴望超越英雄偶像甜美假面到嫉妒的地步，後來暫停活動，經過多數人體實驗改造後成為「生化人」，71%的身體被改造，也透過改造覺醒超能力，實力提升數倍，但也因此削減了壽命，回歸偶像工作後，之後加入「NEO HEROES」。

## 其他角色
雙下巴的小孩（SPLIT-CHINNED KID）
配音：內藤有海
顎古尼的孫子，有著像屁股般造型下巴的小孩。曾在蟹爪蘭蒂身上用麥克筆畫了乳頭，引起其的殺意，但完全沒察覺自己闖了大禍，最後被埼玉所救。在單行本中不時會看到其串場。
庫森博士（DOCTOR KUSENO）
配音：緒方賢一
天才科學家，一大把年紀的老人，是拯救瀕臨死亡、改造並收留傑諾斯的人。
錢尼爾（ZENIRU）
配音：後藤弘樹
F市第一富豪，頭髮和所住的大廈屋頂都是便便型，曾僱用過索尼克。
垂夫（TAREO，鼻涕雄）
配音：藤原夏海
在原作中是被怪人協會成員綁架的小孩，後被餓狼救出。重製版中則是持有英雄名鑑，裡頭的資訊對餓狼的英雄狩獵提供相當大的幫助。
善子（ZENKO，芊子）
配音：真野步
S級英雄金屬球棒的妹妹，原作未登場，於重製版中正式登場。有飼養一隻母貓名叫小玉。是甜美假面的粉絲。在暗黑盜賊團期間曾拿下鋼琴演奏會第三名。和哥哥有約在先，只要她本人在場就不可以使用暴力，因此中斷金屬球棒和餓狼的戰鬥，後來一個巴掌打昏想繼續戰鬥的金屬球棒。
阿拓（Tatchan）
配音：關根有咲
餓狼童年時代的同學，曾霸凌過餓狼，由於在班上人氣高聰明只被當作在玩樂沒受譴責。
布庄店老闆
配音：長
於OAD「成為英雄的道路」登場。埼玉未禿頭前戰鬥中常弄破運動服，此店老闆支持其興趣提供免費維修，被拯救其商鋪的埼玉所感動，創作目前埼玉的英雄套裝。

## 備註
1. ↑  首次登場於重製版第1擊目「一撃」，動畫版則首次登場於第一季第1集
2. ↑  首次登場於重製版第5擊目「癢疾爆發」，動畫版則首次登場於第一季第1集
3. ↑  首次登場於重製版番外篇「撲面而來的清新的空氣」，動畫版則首次登場於第一季第6集
4. ↑  原作漫畫106話
5. ↑  首次登場於重製版第21擊目「巨大隕石」，動畫版則首次登場於第一季第7集
6. ↑  首次登場於重製版第30擊目「S級」，動畫版則首次登場於第一季第10集
7. ↑  首次登場於重製版第30擊目「S級」，動畫版則首次登場於第一季第10集
8. ↑  首次登場於重製版第21擊目「巨大隕石」，動畫版則首次登場於第一季第7集
9. ↑  首次登場於重製版第30擊目「S級」，動畫版則首次登場於第一季第10集
10. ↑  首次登場於重製版第30擊目「S級」，動畫版則首次登場於第一季第10集
11. ↑  首次登場於重製版第30擊目「S級」，動畫版則首次登場於第一季第10集
12. ↑  首次登場於重製版第30擊目「S級」，動畫版則首次登場於第一季第10集
13. ↑  首次登場於重製版第30擊目「S級」，動畫版則首次登場於第一季第10集
14. ↑  首次登場於重製版第20擊目「傳言」，動畫版則首次登場於第一季第6集
15. ↑  首次登場於重製版第30擊目「S級」，動畫版則首次登場於第一季第10集
16. ↑  首次登場於重製版第30擊目「S級」，動畫版則首次登場於第一季第10集
17. ↑  原作One曾說過如果怪人協會篇有他的存在局勢將會整個逆轉，推測為有對抗龍級的實力；而以他在重製版的表現，他至少擁有同時對抗並擊敗兩個鬼級怪人的實力。
18. ↑  首次登場於重製版第30擊目「S級」，動畫版則首次登場於第一季第10集
19. ↑  首次登場於重製版第24擊目「深海王」，動畫版則首次登場於第一季第8集
20. ↑  首次登場於重製版第24擊目「深海王」，動畫版則首次登場於第一季第5集
21. ↑  被天然水斷手後能立刻縫合、被天然水貫穿心臟後沒受什麼影響繼續戰鬥、被再度進化的小丑擰斷四肢幾乎瞬間就完全復原
22. ↑  首次登場於重製版第32擊目「從宇宙來的・・・」，動畫版則首次登場於第一季第10集
23. ↑  首次登場於重製版番外篇「數字」
24. ↑  首次登場於重製版番外篇「數字」
25. ↑  首次登場於重製版第40擊目「無法者」
26. ↑  首次登場於重製版第20擊目「傳言」，動畫版則首次登場於第一季第6集
27. ↑  首次登場於重製版第60擊目「黑馬」
28. ↑  首次登場於重製版番外篇「大工程」
29. ↑  首次登場於重製版第23擊目「來自海洋的威脅」，動畫版則首次登場於第一季第8集
30. ↑  首次登場於重製版第40擊目「無法者」
31. ↑  首次登場於重製版第94擊目「上吧！」
32. ↑  首次登場於重製版番外篇「豬排飯」
33. ↑  首次登場於重製版番外篇「豬排飯」
34. ↑  首次登場於重製版第20擊目「傳言」，動畫版則首次登場於第一季第6集
35. ↑  首次登場於重製版第20擊目「傳言」，動畫版則首次登場於第一季第1集
36. ↑  首次登場於重製版第93擊目「上吧！」
37. ↑  首次登場於重製版第93擊目「上吧！」
38. ↑  首次登場於重製版番外篇「目擊」
39. ↑  首次登場於重製版第20擊目「傳言」，動畫版則首次登場於第一季第6集
40. ↑  首次登場於重製版第20擊目「傳言」，動畫版則首次登場於第一季第1集
41. ↑  首次登場於重製版第20擊目「傳言」，動畫版則首次登場於第一季第6集
42. ↑  首次登場於重製版第68擊目「大戰力」
43. ↑  首次登場於重製版番外篇「尋找貓」
44. ↑  首次登場於重製版番外篇「豬排飯」
45. ↑  首次登場於重製版第93擊目「上吧！」
46. ↑  首次登場於重製版番外篇「豬排飯」
47. ↑  首次登場於重製版第20擊目「傳言」，動畫版則首次登場於第一季第6集
48. ↑  首次登場於重製版第93擊目「上吧！」
49. ↑  首次登場於重製版番外篇「災害等級」
50. ↑  首次登場於重製版番外篇「豬排飯」
51. ↑  首次登場於重製版第16擊目「合格了」，動畫版則首次登場於第一季第5集
52. ↑  原作稱號為〈雜技白西裝〉。
53. ↑  首次登場於重製版番外篇「撲面而來的清新的空氣」，動畫版則首次登場於第一季第6集
54. ↑  首次登場於重製版番外篇「撲面而來的清新的空氣」，動畫版則首次登場於第一季第6集
55. ↑  首次登場於重製版番外篇「撲面而來的清新的空氣」，動畫版則首次登場於第一季第6集
56. ↑  首次登場於重製版番外篇「戰隊」
57. ↑  首次登場於重製版番外篇「撲面而來的清新的空氣」
58. ↑  首次登場於重製版番外篇「戰隊」
59. ↑  首次登場於重製版番外篇「目擊」
60. ↑  首次登場於重製版番外篇「戰隊」
61. ↑  首次登場於重製版第81擊目「骨氣」
62. ↑  首次登場於重製版番外篇「豬排飯」
63. ↑  首次登場於重製版第25擊目「深海王・2」，動畫版則首次登場於第一季第8集
64. ↑  首次登場於重製版番外篇「夏天」
65. ↑  首次登場於重製版第93擊目「上吧！」
66. ↑  首次登場於重製版番外篇「數字」
67. ↑  首次登場於重製版番外篇「災害等級」
68. ↑  首次登場於重製版番外篇「戰隊」
69. ↑  首次登場於重製版第93擊目「上吧！」
70. ↑  首次登場於重製版番外篇「撲面而來的清新的空氣」，動畫版則首次登場於第一季第6集
71. ↑  首次登場於重製版番外篇「豬排飯」
72. ↑  首次登場於重製版第22擊目「聲」，動畫版則首次登場於第一季第7集
73. ↑  首次登場於重製版第20擊目「傳言」，動畫版則首次登場於第一季第6集
74. ↑  首次登場於重製版第81擊目「骨氣」
75. ↑  首次登場於重製版第55擊目「氣勢」
76. ↑  首次登場於重製版第12擊目「桃源團」，動畫版則首次登場於第一季第4集
77. ↑  首次登場於重製版第94擊目「上吧！」
78. ↑  首次登場於重製版第19擊目「還沒有辦法」，動畫版則首次登場於第一季第6集
79. ↑  首次登場於重製版第20擊目「傳言」，動畫版則首次登場於第一季第6集
80. ↑  首次登場於重製版番外篇「什麼是買不來的」，動畫版則首次登場於第一季第6集
81. ↑  首次登場於重製版第20擊目「傳言」，動畫版則首次登場於第一季第6集
82. ↑  首次登場於重製版第20擊目「傳言」，動畫版則首次登場於第一季第6集
83. ↑  首次登場於重製版番外篇「夏天」
84. ↑  首次登場於重製版第20擊目「傳言」，動畫版則首次登場於第一季第6集
85. ↑  首次登場於重製版第93擊目「上吧！」
86. ↑  首次登場於重製版第20擊目「傳言」，動畫版則首次登場於第一季第6集
87. ↑  首次登場於重製版第20擊目「傳言」，動畫版則首次登場於第一季第6集
88. ↑  首次登場於重製版第20擊目「傳言」，只有背面
89. ↑  首次登場於重製版番外篇「品味」
90. ↑  首次登場於重製版番外篇「災害等級」
91. ↑  首次登場於重製版第20擊目「傳言」，動畫版則首次登場於第一季第6集
92. ↑  首次登場於重製版番外篇「豬排飯」
93. ↑  首次登場於重製版番外篇「夏天」
94. ↑  首次登場於重製版第94擊目「上吧！」
95. ↑  首次登場於重製版第25擊目「深海王・2」，動畫版則首次登場於第一季第8集
96. ↑  首次登場於重製版第20擊目「傳言」，動畫版則首次登場於第一季第6集
97. ↑  首次登場於重製版番外篇「豬排飯」
98. ↑  首次登場於重製版番外篇「鮭魚」
99. ↑  首次登場於重製版第25擊目「深海王・2」，動畫版則首次登場於第一季第8集
100. ↑  首次登場於重製版第55擊目「氣勢」
101. ↑  首次登場於重製版第63擊目「比賽與戰鬥」
102. ↑  首次登場於重製版第76擊目「停滯與成長」
103. ↑  首次登場於重製版第78擊目「暗中活躍的人們」
104. ↑  首次登場於重製版第78擊目「暗中活躍的人們」
105. ↑  首次登場於重製版第78擊目「暗中活躍的人們」
106. ↑  動畫原創角色，首次登場於OVA第5話「關係複雜的姐妹」，於單行本第十一卷登場於人物介紹頁，未來有可能於正篇或番外篇登場。
107. ↑  首次登場於重製版番外篇「大工程」
108. ↑  首次登場於重製版番外篇「大工程」
109. ↑  首次登場於重製版番外篇「大工程」
110. ↑  首次登場於重製版第47擊目「技」
111. ↑  首次登場於重製版番外篇「大工程」
112. ↑  首次登場於重製版番外篇「大工程」
113. ↑  首次登場於重製版番外篇「大工程」
114. ↑  首次登場於重製版番外篇「大工程」
115. ↑  單行本四格短篇
116. ↑  村田在Twitter （页面存档备份，存于）上特設「被拍到墻上濺的到處都是的只是尾巴，本人倖存并成為「章魚燒之家」的看板娘」之IF情節
117. ↑  一拳超人公式書英雄百科，原作作者one先生回應
118. ↑  原作者ONE表示龍卷在無傷的狀態下可以戰勝他
119. ↑  首次登場於重製版第12擊目「桃源團」，動畫版則首次登場於第一季第4集

## 來源
1. 1 2 3 4 5 6 7 8 9 10 11 12 13 14 15 16 17 18 19 20 21 22 23 24 25 26 27  . 2015-12-30  [2016-07-16]. （原始内容存档于2018-02-15）.
2. 1 2 3 4 5 6 7 8  . Muse木棉花-TW（YouTube）. 2022-07-30  [2022-07-30]. （原始内容存档于2022-07-30）.
3. ↑  . ViuTV（YouTube）. 2017-08-11  [2023-02-02]. （原始内容存档于2023-02-01）.
4. 1 2  . Muse木棉花香港（Facebook）. 2017-09-04  [2023-02-02].
5. ↑  . 開廠 Dubbing Factory（Facebook）. 2020-09-29  [2023-02-02]. （原始内容存档于2023-02-01）.
6. ↑  . 開廠 Dubbing Factory（Facebook）. 2021-01-25  [2023-02-02]. （原始内容存档于2023-02-01）.
7. ↑  .   [2016-07-27]. （原始内容存档于2020-11-08）.
8. 1 2  . Twitter.   [2019-05-12]. （原始内容存档于2021-06-14） （日语）.